# Liste der Kulturdenkmale in Roßwein

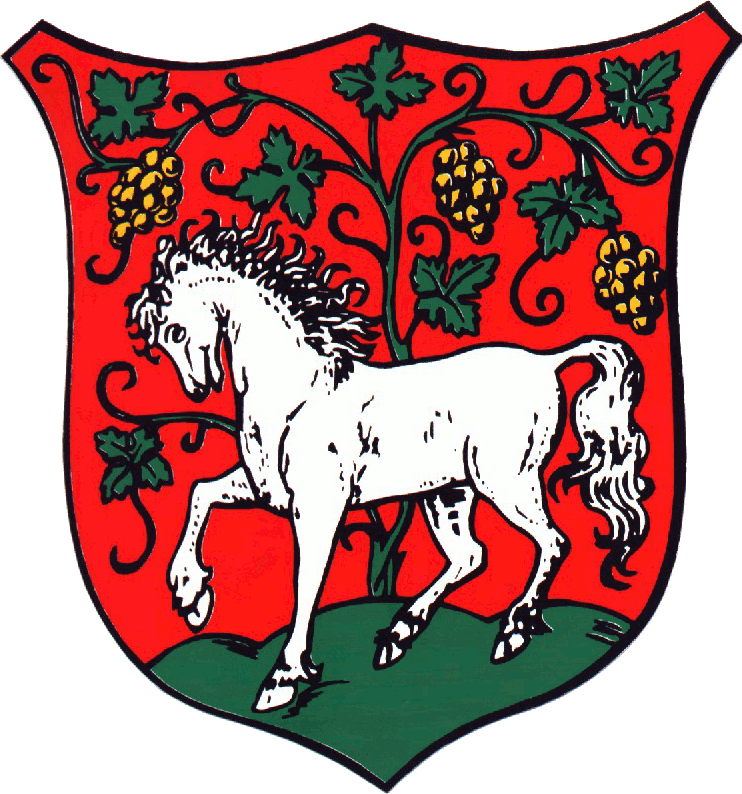
Wappen von Roßwein

In der Liste der Kulturdenkmale in Roßwein sind die Kulturdenkmale der sächsischen Stadt Roßwein verzeichnet, die bis März 2024 vom Landesamt für Denkmalpflege Sachsen erfasst wurden (ohne archäologische Kulturdenkmale). Die Anmerkungen sind zu beachten.
Diese Aufzählung ist eine Teilmenge der Liste der Kulturdenkmale im Landkreis Mittelsachsen.

## Aufteilung
Wegen der großen Anzahl von Kulturdenkmalen in Roßwein werden die Kulturdenkmale in den Ortsteilen in Teillisten aufgeführt.
- Gleisberg
- Grunau
- Haßlau
- Littdorf
- Mahlitzsch
- Naußlitz
- Niederstriegis
- Ossig
- Otzdorf
- Seifersdorf
- Ullrichsberg
- Wettersdorf
- Wetterwitz
- Zweinig

## Roßwein
| Bild                                    | Bezeichnung | Lage                                            | Datierung | Beschreibung | ID       |
| --------------------------------------- | --- | ----------------------------------------------- | --- | --- | -------- |
|                                         | Denkmalschutzgebiet Historischer Stadtkern Roßwein (Vorschlag) | (Stadtkern) (Karte)                             | Ab dem 16. Jahrhundert                                                                                             | Denkmalschutzgebiet Historischer Stadtkern Roßwein (Vorschlag) | 09205910 |
| Direkt Bild zu diesem Denkmal hochladen | Befehlsstellwerk und Signalanlage eines Bahnhofs, einschließlich der Seilzugverbindung zwischen Stellwerk und Signalanlage                                                                    | (Flurstück 1296/17) (Karte)                     | 1941 (Stellwerk); 1961 (Sicherungs- und Signalanlagen)                                                             | Stellwerk Putzbau in typischen Formen der 1940er Jahre, mit weitgehend erhaltener technischer Ausstattung, Signalanlage aufgrund der örtlichen Besonderheit am Bahnhof Roßwein als seltene stählerne Brückenkonstruktion zum Tragen der drei Hauptsignale (Formsignale) ausgeführt, Bahnstrecke Borsdorf–Coswig (6386, sä. BC), eisenbahn- und technikgeschichtlich von Bedeutung | 09307151 |
| Direkt Bild zu diesem Denkmal hochladen | Denkmal für Johann Wolfgang Goethe | (Flurstück 1118/2) (Karte)                      | 1949 | Ortsgeschichtlich von Bedeutung, Goethedenkmal, mit der Aufschrift „Goethe 1749 – 28. August – 1949, Stadt Roßwein“. im Zentrum großer naturbelassener Stein mit zwei Bronzeplatten. - runde Platte: Relief von Goethe (Profil) - 2. Platte (rechteckig): mit der Aufschrift „Goethe 1749 – 28. August – 1949, Stadt Roßwein“ | 09205852 |
| Direkt Bild zu diesem Denkmal hochladen | Villa (gegenüber Nr. 1), Remise (Nr. 1a), Einfriedung, Torbogen und Garten | Am Bahnhof 1 (gegenüber), 1a (Karte)            | Bezeichnet mit 1920                                                                                                | Ausgesprochen repräsentativ und prächtig gestaltetes Anwesen in originalem Erhaltungszustand, aufwendiger Bogen in Form eines Triumphbogens bildet den Eingangsbereich zum Garten, hochwertige Putzornamentik, baukünstlerisch wertvolle Fabrikantenvilla im Reformstil der Zeit nach 1910. - Villa: eingeschossig mit Mansarddach, Kolossalpilaster gliedern die Fassade, barocke Gestaltungselemente, originale Fenster, Villa des Schuhfabrikanten von Roßwein - Remise: auf achteckigem Grundriss errichteter kleiner Putzbau über 2 Geschosse, schönes Art-Deco-Tor, originale Fenster und Putzornamentik, Anschrift viell. auch Gersdorfer Straße 1 (?). | 09205850 |
| Weitere Bilder                          | Bahnhof und Güterschuppen | Am Bahnhof 4 (Karte)                            | 1873/1874 | Baugeschichtlich von Bedeutung, weitgehend original erhaltene Putzbauten, schlichte Gestaltung mit Rundbogenfenstern, frühgründerzeitlicher Bahnhofstyp mit Anklängen an den Schweizerhaus-Stil, ehemaliger Ausgangsbahnhof der Bahnstrecke Roßwein–Niederwiesa (6620; sä. RW; Striegistalbahn) sowie Teil der Bahnstrecke Borsdorf–Coswig (6386; sä. BC) von orts- und technikgeschichtlichem Interesse, auf Bahnsteig schöne Holzkonstruktion der Wartehalle. - Bahnhof: eingeschossiger Zwischenbau verbindet die je zweigeschossigen Gebäudeteile, neuer Putz, im Inneren seit Erbauung mehrfach verändert - Nebengebäude: eingeschossig, verputzt, Rundbogenfenster, entstellender und späterer Anbau | 09205642 |
| Direkt Bild zu diesem Denkmal hochladen | Friedhof Roßwein (Sachgesamtheit) | Am Gottesacker 15 (Karte)                       | 19. Jahrhundert | Sachgesamtheit Friedhof Roßwein mit den Einzeldenkmalen Kapelle, Erbbegräbnisstätten und Urnenanlage (09205851) und der gärtnerisch gestaltete Friedhofsanlage als Sachgesamtheitsteil; ortsgeschichtlich und gartenkünstlerisch von Bedeutung, alte Friedhofsanlage mit zahlreichen, baukünstlerisch interessanten Grabstätten | 09301965 |
|                                         | Kapelle, Erbbegräbnisstätten und Urnenanlage (Einzeldenkmale der Sachgesamtheit 09301965) | Am Gottesacker 15 (Karte)                       | Ab 2. Hälfte 18. Jahrhundert (Grabmal); um 1900 (Friedhofskapelle); 1920er Jahre (Urnenhain)                       | Einzeldenkmale der Sachgesamtheit Friedhof Roßwein; alte Friedhofsanlage mit zahlreichen, baukünstlerisch interessanten Grabstätten (ab 2. Hälfte 18. Jahrhundert), Urnenanlage in Form einer roten Backsteinmauer mit rundbogigen Nischen aus den 1920er Jahren, Kapelle (um 1900) mit bleiverglasten Farbfenstern. Erbbegräbnisse, zum Beispiel: - Familie Hey - Fam. Schluttig - Fam. Humbisch (Mühlenbesitzer) - Fam. Stadler (Jugendstilgrabstätte) - Fam. Bauch von 1909, steinerne Stele aus der 2. Hälfte 18. Jahrhundert (unleserliche Schrift) - Grabstelle aus Sandstein mit liegendem Engel - an der Kapelle Gedenkrelief an die Gefallenen des Zweiten Weltkrieges | 09205851 |
|                                         | Wohnhaus in halboffener Bebauung | Am Gottesacker 16 (Karte)                       | Um 1830 | Original erhaltener Wohnhausbau mit intaktem Fachwerkobergeschoss (verputzt), Teil des Türgewändes mit Schlussstein noch erhalten, originale Fenstergewände im Erdgeschoss, von baugeschichtlichem Wert. Neue Fenster, Schopfwalmdach mit neuer Deckung, neue Tür, schlechter Bauzustand. | 09205962 |
| Direkt Bild zu diesem Denkmal hochladen | Wohnhaus in halboffener Bebauung | Am Stollen 7 (Karte)                            | Anfang 19. Jahrhundert                                                                                             | Zeittypisches Wohnhaus in markanter städtebaulicher Situation, Fachwerkobergeschoss (verkleidet) weist zur Platzseite hin, straßenbildprägend. Zweigeschossig, Erdgeschoss zum Teil überformt, markantes Schopfwalmdach. | 09206024 |
| Direkt Bild zu diesem Denkmal hochladen | Wohnhaus in halboffener Bebauung | Am Wasser 10 (Karte)                            | Bezeichnet mit 1807                                                                                                | Baugeschichtlich von Bedeutung, zeittypisches Wohnhaus mit Stichbogenportal, möglicherweise Fachwerkobergeschoss (mit Brettern verkleidet), in markanter Lage am Fluss gelegen. Zweigeschossig, Veränderungen im Dachbereich, hohes Mansarddach. | 09205809 |
| Direkt Bild zu diesem Denkmal hochladen | Wohnhaus in halboffener Bebauung | Am Wasser 14 (Karte)                            | Um 1810 | Baugeschichtlich von Bedeutung, zeittypischer Wohnhausbau in direkter Lage am Fluss, vermutlich Fachwerkobergeschoss (verbrettert), originaler klassizistischer Türstock mit Verdachung. Zweigeschossig, gesamtes Haus ist mit Holz und Plastik verkleidet, darunter aber anscheinend unverändert, neue Fenster | 09205840 |
| Weitere Bilder                          | Kriegerdenkmal für die 1870/1871 Gefallenen | An der Kirche (Karte)                           | Bezeichnet mit 1872                                                                                                | Ortsgeschichtlich und künstlerisch von Bedeutung, auf quadratischem Unterbau sich erhebendes Denkmal, Postament mit hochaufragender Stele, Inschriftentafeln, geschichtlich bedeutsam | 09205769 |
| Direkt Bild zu diesem Denkmal hochladen | Straßenpflaster | An der Kirche (Karte)                           | 19. Jahrhundert | Teil des im Altstadtbereich erhaltenen historischen Straßenbelags, geschichtliche Bedeutung. Kopfsteinpflaster, Großpflaster rötlicher Färbung. | 09301425 |
| Direkt Bild zu diesem Denkmal hochladen | Wohnhaus in geschlossener Bebauung | An der Kirche 3 (Karte)                         | Ende 19. Jahrhundert                                                                                               | Mit Laden, weitgehend originaler Putzbau mit künstlerisch wertvoller, gründerzeitlicher Ladenfront-Gestaltung des Erdgeschosses. Zweigeschossig, entstellender Dachausbau. | 09205770 |
| Direkt Bild zu diesem Denkmal hochladen | Wohnhaus und kirchlicher Verwaltungsbau in geschlossener Bebauung | An der Kirche 5, 7 (Karte)                      | Um 1850 | Bau- und ortsgeschichtlich von Bedeutung, langgestreckter Putzbau mit Relief im Giebelfeld, von städtebaulichem Wert da unmittelbar an der Kirche gelegen. Dreigeschossig, bruchsteinernes Sockelgeschoss, Giebel mit Relief (religiöses Motiv). | 09205767 |
| Direkt Bild zu diesem Denkmal hochladen | Pfarrhaus in geschlossener Bebauung | An der Kirche 9, 11 (Karte)                     | Anfang 19. Jahrhundert                                                                                             | Von ortsgeschichtlicher Bedeutung, da unmittelbar an der Kirche gelegen von städtebaulichem Wert, schöne steinerne Portale mit Verdachung. Zweigeschossig, weitestgehend original, auch innen. | 09205768 |
| Direkt Bild zu diesem Denkmal hochladen | Wohnhaus in geschlossener Bebauung | Auf dem Werder 28 (Karte)                       | Mitte 19. Jahrhundert                                                                                              | Baugeschichtlich von Bedeutung, zeittypischer Putzbau mit originalem Eingangsportal (dieses mit Schlussstein) | 09205792 |
| Direkt Bild zu diesem Denkmal hochladen | Wohnhaus in offener Bebauung | Auf dem Werder 38 (Karte)                       | 1. Drittel 19. Jahrhundert                                                                                         | Bau- und sozialgeschichtlich von Bedeutung, gut erhaltenes, kleinbürgerliches Wohnhaus mit straßenbildprägendem Fachwerkobergeschoss, städtebaulich bedeutsam, da Rückseite mit Fachwerkgiebel die Flussansicht der Stadt bildet. Zweigeschossig, giebelständig, Schlosserzeichen aus Metall, neu gedecktes Schopfwalmdach. | 09205919 |
| Direkt Bild zu diesem Denkmal hochladen | Scheunenviertel (Sachgesamtheit) | Äußere Kreuzstraße 6z, 7z, 8z, 12z, 17c (Karte) | 18. Jahrhundert | Sachgesamtheit Scheunenviertel, bestehend aus vier Stadtscheunen (Nr. 12/Flurstück 362, Nr. 12a / Flurstück 350 u. Flurstück 351 und Scheune ohne Hausnummer / Flurstück 373) als Sachgesamtheitsteile; ursprünglich umfängliches Scheunenviertel vor den Toren der Stadt, welches heute nur noch vier weitgehend original erhaltene Scheunen sowie mehrere stärker überformte Gebäude umfasst, eines der Beispiele außerhalb der Stadtmauern angelegter Scheunenviertel, stadtbaugeschichtlich bedeutsam, typisch für das 18. Jahrhundert, in welchem die Ackerbürgerstädte die Scheunen wegen der drohenden Feuergefahr aus dem Stadtgebiet heraus verlegten. Störelemente: drei Scheunen ohne Hausnummern auf den Flurstücken 354, 356 und 357. | 09205790 |
| Direkt Bild zu diesem Denkmal hochladen | Mietshaus in offener Bebauung | Äußere Wehrstraße 19 (Karte)                    | Um 1900 | Baugeschichtlich von Bedeutung, Gründerzeitbau in qualitätvoll gestalteter Putzfassade mit Klinkergliederung, seit 2019 zugehörig zur Pufferzone des UNESCO-Welterbes Montanregion Erzgebirge/Krušnohoří. Zweigeschossig, profilierte Fenstergewände, neue Fenster und Dach. | 09205875 |
| Direkt Bild zu diesem Denkmal hochladen | Villa, mit Einfriedung | Bahndammstraße 2 (Karte)                        | Um 1900 | Weitgehend originale Villa aus der Gründerzeit, in ihrer Baukubatur erhalten, baugeschichtlich von Bedeutung. - Villa: Zweigeschossig, neuer Putz - Fabrik: schlechter Bauzustand, originale Fenster Zugehöriges Fabrikgebäude (Bahndammstraße 4, Flurstück 631) mit markanter Klinkerfassade und Tor vor 2008 abgebrochen. | 09205835 |
| Direkt Bild zu diesem Denkmal hochladen | Mietshaus in halboffener Bebauung | Bahndammstraße 8 (Karte)                        | Um 1910 | Dreigeschossiger, interessant gegliederter Putzbau, originale Fenster und Haustür, Gestaltung mit Jugendstilanklängen, baugeschichtlich von Bedeutung | 09205818 |
| Direkt Bild zu diesem Denkmal hochladen | Mietshaus in geschlossener Bebauung | Bahndammstraße 10 (Karte)                       | Um 1900 | Dreigeschossiger, interessant gegliederter, gründerzeitlicher Bau in Klinkermischbauweise, originaler Erhaltungszustand, alte Fenster und Tür, baugeschichtlich von Bedeutung | 09205819 |
|                                         | Villa | Bahndammstraße 11 (Karte)                       | Umbau bezeichnet mit 1904, im Kern älter (um 1870)                                                                 | Baugeschichtlich von Bedeutung,1904 umgebauter Villenbau vom Ende des 19. Jahrhunderts, mit neoklassizistischen Elementen. Zweigeschossig, neue Fenster, geohrte Fenstergewände, Walmdach, originale Haustür. | 09205833 |
| Direkt Bild zu diesem Denkmal hochladen | Mietshaus in geschlossener Bebauung | Bahndammstraße 12 (Karte)                       | Um 1900 | Weitgehend unveränderter Gründerzeitbau, interessante Fassade in Klinkermischbauweise, zum Teil originale Fenster und Tür, baugeschichtlich von Bedeutung. Dreigeschossig, Gurtgesims zwischen Erdgeschoss und erstem Obergeschoss fehlt. | 09205816 |
| Direkt Bild zu diesem Denkmal hochladen | Mietshaus in geschlossener Bebauung | Bahndammstraße 14 (Karte)                       | Um 1905 | Markante Putzfassade im Reformstil der Zeit nach 1900, originaler Erhaltungszustand, baugeschichtlich von Bedeutung. Dreigeschossig, Winterfenster, alte Haustür. | 09205817 |
| Direkt Bild zu diesem Denkmal hochladen | Mietvilla, mit Einfriedung | Bahndammstraße 15 (Karte)                       | Um 1900 | Straßenbildprägender gründerzeitlicher Klinkerbau, originaler Zustand: alte Fenster, Tür, bleiverglaste Farbfenster und Balkongeländer, baugeschichtlich von Bedeutung. Zweigeschossig, turmartige Erhöhung der Ecke. | 09205831 |
| Direkt Bild zu diesem Denkmal hochladen | Mietvilla, mit Einfriedung | Bahndammstraße 17 (Karte)                       | Um 1900 | Qualitätvoll gestalteter gründerzeitlicher Klinkerbau mit zahlreichen originalen Baudetails, baugeschichtlich von Bedeutung. Zweigeschossig, neue Fenster. | 09205832 |
| Weitere Bilder                          | Eisenbahnbrücke über die Bahnhofstraße | Bahnhofstraße (Karte)                           | 1868 | Aus Bruchstein errichtete Segmentbogenbrücke der zweigleisigen Bahnstrecke Borsdorf–Coswig, bau- und verkehrsgeschichtlich von Bedeutung | 09205838 |
|                                         | Mietshaus in geschlossener Bebauung | Bahnhofstraße 8 (Karte)                         | Um 1900 | In städtebaulich wichtiger Ecklage stehender Putzbau im Reformstil der Zeit um 1910, weitgehend original, interessante Putzornamentik und Reliefs, florale Motive. Dreigeschossig, Erker, saniert, neue Fenster. | 09205815 |
| Direkt Bild zu diesem Denkmal hochladen | Mietshaus in geschlossener Bebauung | Bahnhofstraße 20 (Karte)                        | Um 1860 | Baugeschichtlich von Bedeutung, original erhaltene gründerzeitliche Fassade mit alter Putzhaut, Porphyrgewände, Ladeneinbau ursprünglich. Dreigeschossig, neue Tür. | 09205830 |
| Direkt Bild zu diesem Denkmal hochladen | Mietshaus in geschlossener Bebauung | Bahnhofstraße 25 (Karte)                        | Um 1910 | Baugeschichtlich von Bedeutung, im Reformstil der Zeit um 1910, straßenbildprägender Putzbau mit zwei Erkern, hohes Rundbogenportal mit Putzornamentik: Füllhorn. Im Dachbereich leichte Veränderungen, originale Fenster. | 09205827 |
| Weitere Bilder                          | Sowjetischer Ehrenfriedhof Roßwein (Sachgesamtheit) | Bergstraße 1 (gegenüber) (Karte)                | 1945 (Soldatenfriedhof); nach 1945 (Mahn- und Gedenkstätte Sowjetbürger); 1974 (VdN/OdF)                           | Sachgesamtheit Sowjetischer Ehrenfriedhof Roßwein mit folgenden Einzeldenkmalen: Friedhofsgestaltung, Kriegerdenkmal und OdF-Ehrenmal (09307001), Einzelgräber und Einfriedung als Sachgesamtheitsteile; gartenarchitektonisch interessant gestaltete Anlage mit Einzelgräbern und großen Opfergedenksteinen aus Porphyr, geschichtlich von Bedeutung. In Flächengräbern ruhen 48 Sowjetbürger. Einige von ihnen sind während der Kämpfe im Frühjahr 1945 in der Umgebung gefallen. Bei den anderen handelt es sich um Kriegsgefangene. Das gemeinsame Ehrenmal für die Sowjetbürger und zwei deutsche Antifaschisten aus dem Ort (deren Urnen im Sockel des Denkmals eingelassen sind) besteht aus drei unterschiedlich gestalteten und unterschiedlich hohen Stelen. Sie werden verbunden durch drei übergreifende vorgesetzte Textblenden. Die linke Stele trägt den Würdigungstext für die Sowjetbürger, die Mittelstele (höchste) im oberen Drittel die Schwurhand, über dem allgemein ehrenden Text das Zeichen der „FIR“. Die rechte Stele den Text zur Ehrung der beiden deutschen Antifaschisten. Material: Sandstein, Höhe der Mittelstele ca. 300 cm. An diesem Standort befand sich vorher nur der Sowjetische Ehrenfriedhof. Der Denkmalwert ergibt sich aus der geschichtlichen Bedeutung der Denkmalanlage. | 09205847 |
| Weitere Bilder                          | Friedhofsgestaltung, Kriegerdenkmal und OdF-Ehrenmal (Einzeldenkmal der Sachgesamtheit 09205847)                                                                                              | Bergstraße 1 (gegenüber) (Karte)                | Nach 1945 (Friedhofsgestaltung und Mahn- und Gedenkstätte Sowjetbürger); 1974 (VdN/OdF)                            | Einzeldenkmal der Sachgesamtheit Sowjetischer Ehrenfriedhof Roßwein; gartenarchitektonisch interessant gestaltete Anlage mit Einzelgräbern und großen Opfergedenksteinen aus Porphyr, geschichtlich von Bedeutung | 09307001 |
| Direkt Bild zu diesem Denkmal hochladen | Mietshaus in halboffener Bebauung, in städtebaulich wichtiger Ecklage | Bergstraße 4 (Karte)                            | Um 1900 | Weitestgehend originaler gründerzeitlicher Bau, interessante Fassade in Klinkermischbauweise. Dreigeschossig, turmartige Erhöhung der Ecke, alte Fenster. | 09205842 |
| Direkt Bild zu diesem Denkmal hochladen | Villa Constanze, mit Einfriedung | Böhrigener Straße 4 (Karte)                     | Bezeichnet mit 1905                                                                                                | Außergewöhnlich prächtig gestaltete Jugendstilvilla in originalem Erhaltungszustand, künstlerisch wertvoll, straßenbildprägend. Zweigeschossig, originale Jugendstilfenster, geschweifter Giebel mit Relief (Frauenkopf), in den Putz sind farbige Fliesen zum Ornament eingelassen. | 09205841 |
| Direkt Bild zu diesem Denkmal hochladen | Straßenpflaster | Brückenplatz (Karte)                            | 19. Jahrhundert | Teil des im Altstadtbereich erhaltenen historischen Straßenbelags, geschichtliche Bedeutung. Kopfsteinpflaster, Großpflaster rötlicher Färbung. | 09301434 |
| Direkt Bild zu diesem Denkmal hochladen | Wohnhaus in halboffener Bebauung in Ecklage | Brückenplatz 1 (Karte)                          | Um 1810 | Städtebaulich wichtiges Gebäude direkt am Fluss und am Platz gelegen, Fachwerkobergeschoss zum Fluss hin vermutlich erhalten (Obergeschoss verputzt), markantes Schopfwalm-Mansarddach. Zweigeschossig, Erdgeschoss Zone zum Platz hin durch Ladeneinbau überformt. | 09205736 |
| Direkt Bild zu diesem Denkmal hochladen | Wohnhaus in geschlossener Bebauung | Brückenplatz 3 (Karte)                          | Anfang 19. Jahrhundert                                                                                             | Baugeschichtlich von Bedeutung, zeittypisches, schlichtes Wohnhaus mit Stichbogenportal, markantes Mansarddach. Zweigeschossig, neue Fenster, Wohnhaus mit Hausdurchgang, dort Holzpaneel auf einer Seite, Obergeschoss der Rückseite Fachwerk, vermutlich auch Obergeschoss der Front Fachwerk, Bruchsteinmauerwerk im Erdgeschoss, Rückseite sehr dicke Mauern im Erdgeschoss, Haustür mit Rest eines Gewändes aus Rochlitzer Porphyrtuff, Lage an der Mulde, mit Sicherheit ehemaliges Färber-/Tuchmacherhaus, Dachstühl über zwei Geschosse, starke Balken, großer Dachboden ehemals alles einzelne Zimmer, im Erdgeschoss schwarze Küche, heute Abstellraum. | 09205806 |
| Direkt Bild zu diesem Denkmal hochladen | Mietshaus in halboffener Bebauung in Ecklage | Damaschkestraße 1 (Karte)                       | Ende 19. Jahrhundert                                                                                               | In markanter städtebaulicher Ecksituation stehendes gründerzeitliches Klinkergebäude, interessante Klinkerornamentik, baugeschichtlich bedeutsam. Dreigeschossig, neue Fenster, Ecke abgeschrägt. | 09206006 |
| Direkt Bild zu diesem Denkmal hochladen | Straßenpflaster | Döbelner Straße (Karte)                         | 19. Jahrhundert | Teil des im Altstadtbereich erhaltenen historischen Straßenbelags, geschichtliche Bedeutung. Kopfsteinpflaster, Großpflaster rötlicher Färbung. | 09301432 |
| Direkt Bild zu diesem Denkmal hochladen | Wohnhaus in (ehemals) geschlossener Bebauung | Döbelner Straße 1 (Karte)                       | 16. Jahrhundert; Kern Anfang 19. Jahrhundert                                                                       | Mit Laden, baugeschichtlich und städtebaulich von Bedeutung, weitestgehend unverändert erhaltene Fassade vom Ende des 19. Jahrhunderts von künstlerischem Wert, Gebäude besitzt einen älteren Kern, am Rande des Marktes gelegen, Wandmalereien im Keller aus dem 16. Jahrhundert. Dreigeschossiger Putzbau, schöne Fensterverdachungen. | 09205773 |
| Direkt Bild zu diesem Denkmal hochladen | Wohnhaus in geschlossener Bebauung | Döbelner Straße 4 (Karte)                       | Um 1806 | Mit Laden, baugeschichtlich und städtebaulich von Bedeutung, in seiner Baukubatur original erhaltenes Gebäude, schlichtes spätbarockes Haus, im Ensemble der Döbelner Straße mit dem Nachbarn Nummer 6 die einzigen weitgehend originalen Gebäude. Zweigeschossig, Erdgeschoss überformt, Obergeschoss mit originaler Gliederung, Mansarddach. | 09205719 |
| Direkt Bild zu diesem Denkmal hochladen | Wohnhaus in geschlossener Bebauung | Döbelner Straße 6 (Karte)                       | Bezeichnet mit 1806                                                                                                | Mit Laden, baugeschichtlich und städtebaulich von Bedeutung, gut erhaltener Putzbau, zeittypische Gestaltung, schlichtes spätbarockes Haus, Segmentbogenportal mit Schlussstein, im Ensemble der Döbelner Straße mit dem Nachbarn Nummer 4 die einzigen weitgehend originalen Gebäude. Zweigeschossig, im Erdgeschoss neue Schaufenster. | 09205718 |
| Direkt Bild zu diesem Denkmal hochladen | Wohnhaus in geschlossener Bebauung | Döbelner Straße 15 (Karte)                      | Um 1900 | Mit Laden, baugeschichtlich von Bedeutung, künstlerisch aufwendig gestaltete gründerzeitliche Klinkerfassade mit zahlreichen originalen Baudetails. Dreigeschossig, schöne Erdgeschoss-Ladenzone mit kannelierten Pilastern, korinthisierende Kapitelle, zwei große Segmentbogenfenster im Obergeschoss mit Eierstabmotiv, Engelsköpfe als Schlusssteine, möglicherweise originale bleiverglaste Fenster (farbig). | 09205721 |
|                                         | Wohnhaus in halboffener Bebauung | Döbelner Straße 16 (Karte)                      | Um 1805 | Baugeschichtlich von Bedeutung, imposanter, hoher, barocker Putzbau mit auffälligem Mansarddach, Segmentbogenportal mit Schlussstein. Zweigeschossig, originale Haustür, im Erdgeschoss links Überformungen. | 09205729 |
| Direkt Bild zu diesem Denkmal hochladen | Wohnhaus in geschlossener Bebauung | Döbelner Straße 17 (Karte)                      | Um 1875 | Mit Laden, baugeschichtlich von Bedeutung, zeittypischer vorgründerzeitlicher Putzbau, bemerkenswert der originale Zustand: keine neuen Fenstereinbrüche, schöne Gestaltung des Erdgeschosses mit gründerzeitlicher Ladenfront. Zweigeschossig, Satteldach, traufständig, profilierte Fenstergewände im Obergeschoss, Ladengeschäft aus der Erbauungszeit mit originalem Schriftzug „Gesundkost“. | 09205726 |
| Direkt Bild zu diesem Denkmal hochladen | Wohnhaus in geschlossener Bebauung | Döbelner Straße 19 (Karte)                      | Bezeichnet mit 1838                                                                                                | Mit Laden, baugeschichtlich von Bedeutung, weitestgehend in seinem ursprünglichen Zustand belassenes Gebäude mit profiliertem Eingangsportal mit Schlussstein. Zweigeschossig, verputzt, steiles Satteldach, traufständig, im Erdgeschoss leichte Überformungen. | 09205727 |
| Direkt Bild zu diesem Denkmal hochladen | Wohnhaus in geschlossener Bebauung | Döbelner Straße 21 (Karte)                      | Um 1840 | Mit Laden, baugeschichtlich von Bedeutung, ursprünglicher Bau vermutlich aus der Zeit um 1840, Ende 19. Jahrhundert aufgestockt und mit gründerzeitlicher Fassade versehen, diese weitestgehend erhalten. Dreigeschossig, Lisenen, Pilaster, profilierte Fenstergewände. | 09205728 |
| Weitere Bilder                          | Mietshaus in geschlossener Bebauung | Döbelner Straße 30 (Karte)                      | Um 1915 | Baugeschichtlich von Bedeutung, großes Mietshaus mit straßenbildprägendem Erker und Putz-Relief in zeittypischer Gestaltung, originales Eingangsportal. Dreigeschossig, Erker über zweitem Obergeschoss, originale Tür und Fenster (Erdgeschoss). | 09205682 |
|                                         | Wohnhaus in halboffener Bebauung | Döbelner Straße 34 (Karte)                      | Um 1880 | Baugeschichtlich von Bedeutung, weitestgehend originaler gründerzeitlicher Bau mit alter Putzhaut, bemerkenswerte Gestaltung der Fenstereinfassungen mit Ziegelfriesen. Dreigeschossig, Erdgeschoss mit originaler Putznutung, Ziegelfries mit Rhombenmotiv trennt Erdgeschoss und erstes Obergeschoss, Zahnschnittfries unterhalb vom Dach, neue Fenster, aus Bruchsteinen errichtet. | 09205683 |
| Direkt Bild zu diesem Denkmal hochladen | Mietshaus in geschlossener Bebauung | Döbelner Straße 37 (Karte)                      | Um 1910 | Baugeschichtlich von Bedeutung, mit geometrischem Ornament gegliederter Putzbau, im Reformstil der Zeit um 1910, weitestgehend original, straßenbildprägender Erker. Dreigeschossig, originale Tür und Fenster (zum Teil). | 09205692 |
| Direkt Bild zu diesem Denkmal hochladen | Mietshaus in halboffener Bebauung | Döbelner Straße 39 (Karte)                      | Ende 19. Jahrhundert                                                                                               | Baugeschichtlich von Bedeutung, qualitätvoller, gründerzeitlicher Klinkerbau, originaler Erhaltungszustand. Dreigeschossig, schöne Fenstergewände, vorwiegend originale Fenster sowie Haustür. | 09205693 |
|                                         | Wohnhaus in offener Bebauung, später Hotel Stadt Leipzig und Restaurant | Döbelner Straße 40 (Karte)                      | Um 1865 | In prägnanter Ecklage stehendes historistisches Gebäude, von ortsgeschichtlicher Bedeutung. Dreigeschossig, Erdgeschoss mit Putznutung, Dreiecksverdachungen im ersten Obergeschoss, neue Fenster. | 09205991 |
| Direkt Bild zu diesem Denkmal hochladen | Mietshaus in geschlossener Bebauung in Ecklage | Döbelner Straße 43 (Karte)                      | Um 1910 | Baugeschichtlich von Bedeutung, straßenbildprägender Bau im Reformstil der Zeit um 1910, mit gestalterischer Betonung der Ecksituation, zahlreiche originale Baudetails. Dreigeschossig, zum Teil alte Fenster, im Erdgeschoss neue Schaufenster. | 09205952 |
| Direkt Bild zu diesem Denkmal hochladen | Mietshaus in halboffener Bebauung und Tor-Pfeiler | Döbelner Straße 56 (Karte)                      | Um 1915 | Qualitätvoller Putzbau im Reformstil der Zeit um 1910, weitestgehend original erhalten, bleiverglaste Farbfenster im Treppenhaus, von baukünstlerischem Wert, alte Fenster | 09205990 |
| Weitere Bilder                          | Ehemaliges Gerichtsgebäude, später Schule, heute Hochschule, Nebengebäude und Einfriedung | Döbelner Straße 58 (Karte)                      | 1901 | Orts- und baugeschichtlich von Bedeutung, aufwendig und repräsentativ gestaltetes Schulgebäude der Gründerzeit (Klinkerfassade), im Stil der deutschen Neorenaissance, originaler Erhaltungszustand, auch im Inneren zahlreiche interessante Baudetails wie Türen mit alter Verglasung, Deckenmalerei u. a., zweigeschossiger Klinkerbau | 09205985 |
| Direkt Bild zu diesem Denkmal hochladen | Mietshaus in geschlossener Bebauung | Döbelner Straße 59 (Karte)                      | Ende 19. Jahrhundert                                                                                               | Aufwendig gestalteter Gründerzeitbau, interessante Fensterverdachungen in den Obergeschossen, wie Dreiecksbekrönung mit Zahnschnitt, Brüstungsfelder aus Werkstein, ähnliche Gestaltung wie Nummer 61, baugeschichtlich von Bedeutung. Dreigeschossig, Erdgeschoss mit Überformungen. | 09205949 |
| Direkt Bild zu diesem Denkmal hochladen | Mietshaus in geschlossener Bebauung in Ecklage | Döbelner Straße 61 (Karte)                      | Ende 19. Jahrhundert                                                                                               | Städtebaulich markanter Gründerzeitbau, aufwendige Fassadengestaltung mit Baluster-Motiv, Verdachung mit Zahnschnittmotiv, ähnliche Gestaltung wie Nummer 59, baugeschichtlich von Bedeutung. Dreigeschossig, saniert, neue Fenster. | 09205950 |
| Direkt Bild zu diesem Denkmal hochladen | Doppelmietshaus in offener Bebauung, mit Einfriedung | Döbelner Straße 62, 64 (Karte)                  | Bezeichnet mit 1903                                                                                                | Qualitätvoll gestaltete gründerzeitliche Klinkerbauten mit Ornament von baukünstlerischer Qualität, originale qualitätvolle Einfriedung. Zweigeschossig, Dacherker, sehr schöne alte Zäune. | 09205986 |
|                                         | Mietshaus in geschlossener Bebauung und in Ecklage | Döbelner Straße 63 (Karte)                      | Um 1900 | Baugeschichtlich von Bedeutung, in städtebaulich markanter Ecklage befindlicher Gründerzeitbau (Klinkerfassade), originale Tür. Erdgeschoss verputzt, Obergeschoss roter Klinker. | 09205989 |
|                                         | Schule (Baugewerkenschule, später Mädchenschule) | Döbelner Straße 65 (Karte)                      | Ende 19. Jahrhundert                                                                                               | Markantes gründerzeitliches Klinkergebäude in städtebaulich wichtiger Position, heute funktional zur Ingenieurschule gehörend (Haus C), bleiverglaste Farbfenster, Werkstein-Relief mit Zirkelmotiv, von ortsgeschichtlicher Bedeutung | 09205988 |
| Direkt Bild zu diesem Denkmal hochladen | Schule (ehemalige Schlosserschule) | Döbelner Straße 65 (Karte)                      | Um 1900 | Orts- und baugeschichtlich von Bedeutung, qualitätvoll gestalteter Klinkerbau mit bossierten Werksteinen, Oberlicht in Tür mit bleiverglasten Farbfenstern, heute Haus D der benachbarten Ingenieurschule (ebenfalls Döbelner Straße 65), Schule gegründet 1894 vom Verband deutscher Schlosser-Innungen, älteste Spezial-Fachschule des Schlossergewerbes. Dreigeschossig, im Dachbereich Veränderungen. | 09205946 |
|                                         | Villa, mit Garten und Einfriedung | Döbelner Straße 66 (Karte)                      | 1906 | Städtebaulich bedeutsam am Roßweiner Ortseingang gelegen, weitestgehend original erhaltener Gründerzeitbau, baugeschichtlich von Bedeutung. Zweigeschossiger Putzbau mit markantem Eckturm an der Südwestseite mit Schiefer gedeckter Haube. An der Südseite spitzer Fachwerkgiebel, über dem Treppenhaus Giebel mit Krüppelwalm, an der Eingangsseite Veranda mit darüberliegendem Balkon, weiterhin Klinkerreliefs, zum Erfassungszeitpunkt 1999 teilweise neue Fenster. Das Bauwerk stammt aus den ersten Jahren der selbständigen Tätigkeit des Architekten Adalbert Erlebach, der bis 1904 Mitarbeiter des Dresdner Architekten Woldemar Kandler war. Erlebach hat ab 1910 bis zum Beginn des Zweiten Weltkrieges ausschließlich in Südtirol gelebt und gearbeitet und in diesen Jahrzehnten das Gesicht der Stadt Meran entscheidend mit beeinflusst. Der Denkmalwert ergibt sich vorwiegend aus dem baugeschichtlichen sowie architekturgeschichtlichen Wert des Bauwerks (Autor: D. Koch unter Einbeziehung von Informationen Gerhard Peter Thielemanns sowie Fau Hanna Dannien-Maassens, Oktober 2010). | 09205951 |
| Direkt Bild zu diesem Denkmal hochladen | Schlachthof und Wohnhaus eines Schlachthofes | Döbelner Straße 75 (Karte)                      | Um 1900 | Qualitätvolle gründerzeitliche Klinkerbauten, Schlachthof mit markantem, turmartigem Dachaufbau, ortsgeschichtlich bedeutsam. Villa zweigeschossig, Veränderungen im Dachbereich, neue Fenster. | 09205839 |
| Direkt Bild zu diesem Denkmal hochladen | Wohnhaus in offener Bebauung | Döbelner Straße 79 (Karte)                      | Um 1880 | Baugeschichtlich von Bedeutung, weitestgehend unverändert erhaltenes Wohnhaus mit straßenbildprägendem hölzernem Ziergiebel und Balkon, originale Haustür mit Farbfenstern, Schweizer-Haus-Stil. Eingeschossig, Satteldach, giebelständig, mit Schiefer gedeckt. | 09205803 |
| Weitere Bilder                          | Brücke | Dresdner Straße (Karte)                         | Um 1910 | Steinerne Brücke, die die Freiberger Mulde in zwei Bögen überspannt, Zeugnis der Verkehrsgeschichte. Langgestreckter, rechteckiger Pfeiler inmitten des Flussbettes fängt die Bögen auf. | 09205796 |
| Direkt Bild zu diesem Denkmal hochladen | Wohnhaus in geschlossener Bebauung | Dresdner Straße 6 (Karte)                       | Um 1900 | Baugeschichtlich von Bedeutung, vollständig erhaltene gründerzeitliche Fassade trotz Beeinträchtigungen im Erdgeschoss-Bereich, qualitätvoll gestaltetes, verklinkertes Obergeschoss mit unterschiedlich gestalteten Fensterverdachungen. Dreigeschossig, geohrte Fenstergewände. | 09205724 |
|                                         | Wohnhaus in geschlossener Bebauung | Dresdner Straße 8 (Karte)                       | Um 1905 | Mit Läden, baugeschichtlich von Bedeutung, im späthistoristischen Stil, großes Wohnhaus mit straßenbildprägenden Dacherkern und interessanten originalen Baudetails. Dreigeschossig, Fenstergewände mit Dreiviertelstabmotiv und Vorhangbogen, Dreiecksverdachung. | 09205739 |
| Direkt Bild zu diesem Denkmal hochladen | Wohnhaus in geschlossener Bebauung | Dresdner Straße 9 (Karte)                       | Um 1890 | Mit Laden, gründerzeitlicher Putzbau mit zahlreichen originalen Baudetails, baugeschichtlich von Bedeutung. Dreigeschossig, im Erdgeschoss originale Wandöffnungen, aber neuer Putz, späterer Dachausbau. | 09205733 |
| Direkt Bild zu diesem Denkmal hochladen | Portal und Haustür | Dresdner Straße 12 (Karte)                      | Um 1810 | Originales Segmentbogenportal und Haustür, bauhistorisches Zeugnis aus der Erbauungszeit des Gebäudes | 09205738 |
| Direkt Bild zu diesem Denkmal hochladen | Wohnhaus in geschlossener Bebauung | Dresdner Straße 18 (Karte)                      | Bezeichnet mit 1807                                                                                                | Wenig bedeutsame gründerzeitliche Fassade mit schönem klassizistischem Portal und Haustür, baugeschichtlich von Bedeutung. Dreigeschossig, aufgestockt. | 09205741 |
|                                         | Wohnhaus in geschlossener Bebauung | Dresdner Straße 32 (Karte)                      | Um 1900 | Mit Laden, markanter gründerzeitlicher Bau in städtebaulich bedeutsamer Ecklage und direkt am Brückenplatz, zahlreiche originale Baudetails, Anklänge an Jugendstilmotive, baugeschichtlich von Bedeutung. Dreigeschossig, turmartige Erhöhung der Ecke. | 09205737 |
| Direkt Bild zu diesem Denkmal hochladen | Gewerbebau | Etzdorfer Straße 1 (Karte)                      | Bezeichnet mit 1925                                                                                                | Baukünstlerisch interessant gestalteter Putzbau, analoge Gestaltung zum Industriegebäude. An der Gerbergasse im Art-déco-Stil. | 09205698 |
|                                         | Mietshaus in offener Bebauung, mit Einfriedung | Etzdorfer Straße 9 (Karte)                      | Bezeichnet mit 1901                                                                                                | Aufwendig gestalteter, gründerzeitlicher Putzbau in markanter städtebaulicher Lage. Dreigeschossig, Schlussstein in Form weiblicher Porträts, Eingang gerahmt von Pilastern und bekrönt von Dreiecksverdachung, Erker. | 09205848 |
| Direkt Bild zu diesem Denkmal hochladen | Villa (Haus Wolf) | Etzdorfer Straße 10 (Karte)                     | Um 1915 | Baugeschichtlich von Bedeutung, große, repräsentative Villa im Reformstil der Zeit um 1910, markante Eingangssituation mit Werksteinreliefs, Putzfassaden mit floraler Ornamentik. Saniert, neue Fenster und Tür. | 09205849 |
|                                         | Mietshaus in geschlossener Bebauung | Etzdorfer Straße 21 (Karte)                     | Um 1900 | Baugeschichtlich von Bedeutung, ein Gründerzeitgebäude mit qualitätvoller Klinkerfassade in originalem Zustand, alte Haustür, neue Fenster | 09205846 |
|                                         | Mietshaus in geschlossener Bebauung und in Ecklage | Etzdorfer Straße 23 (Karte)                     | Um 1900 | Städtebaulich und baugeschichtlich von Bedeutung, in markanter Ecklage und am Ortseingang gelegener gründerzeitlicher Klinkerbau, interessante Baudetails. Erker, neue Fenster, bleiverglaste Farbfenster, alte Haustür. | 09205844 |
| Direkt Bild zu diesem Denkmal hochladen | Straßenpflaster | Frongasse (Karte)                               | 19. Jahrhundert | Teil des im Altstadtbereich erhaltenen historischen Straßenbelags, geschichtliche Bedeutung. Kopfsteinpflaster, Großpflaster rötlicher Färbung. | 09205667 |
| Direkt Bild zu diesem Denkmal hochladen | Wohnhaus in geschlossener Bebauung | Frongasse 10 (Karte)                            | Mitte 19. Jahrhundert                                                                                              | Bau- und sozialgeschichtlich von Bedeutung, schlichter, massiv errichteter, kleinbürgerlicher Wohnhausbau, in seiner Baukubatur und den Fensteröffnungen unverändert erhalten. Zweigeschossig, neue Haustür und Dach. | 09205653 |
|                                         | Stadtmauer | Gartenstraße (Karte)                            | Mittelalterlich | Bedeutende Reste der mittelalterlichen Stadtbefestigung, aufgehendes Bruchsteinmauerwerk, ortsgeschichtlich von Bedeutung, siehe auch unter Poststraße, Oberstadtgraben, Nossener Straße (hinter Nummer 19/21 und Nummer 22), Querstraße | 09206033 |
|                                         | Mietshaus in geschlossener Bebauung in Ecklage | Gartenstraße 4 (Karte)                          | Um 1900 | Baugeschichtlich von Bedeutung, gründerzeitliches Mietshaus, Obergeschoss mit feingegliederter Klinkerstruktur, weitestgehend original, straßenbildprägendes Dachtürmchen. Dreigeschossig, originale Haustür, neue Fenster. | 09205713 |
|                                         | Wohnhaus in geschlossener Bebauung, mit Einfriedung | Gartenstraße 12 (Karte)                         | Um 1850 | Baugeschichtlich von Bedeutung, schlichter klassizistischer Bau ohne größere bauliche Veränderungen, mit markantem Dachhecht, Porphyrportal und Porphyrgewänden, zweigeschossig | 09205745 |
| Direkt Bild zu diesem Denkmal hochladen | Wohnhaus in geschlossener Bebauung, mit Einfriedung | Gartenstraße 28 (Karte)                         | Um 1870 | Baugeschichtlich von Bedeutung, frühgründerzeitliches Wohnhaus mit originaler Putznutung im Erdgeschoss, segmentbogigen Porphyrgewänden im Erdgeschoss, bemerkenswertes Porphyrportal und originaler Eingangstür, steht im baulichen Ensemble mit Nummer 30 und 32, dreigeschossig | 09205743 |
| Direkt Bild zu diesem Denkmal hochladen | Wohnhaus in geschlossener Bebauung, mit Einfriedung | Gartenstraße 30 (Karte)                         | Ende 19. Jahrhundert                                                                                               | Baugeschichtlich von Bedeutung, fein gestaltete Gründerzeitfassade, originale Haustür, steht im baulichen Ensemble mit Nummer 28 und 32. Dreigeschossig, neue Fenster. | 09205742 |
| Weitere Bilder                          | Wohnhaus in halboffener Bebauung, mit Einfriedung | Gartenstraße 32 (Karte)                         | Ende 19. Jahrhundert                                                                                               | Baugeschichtlich von Bedeutung, ausgewogen gestaltete Gründerzeitfassade mit originalen Baudetails, steht im baulichen Ensemble mit Gartenstraße 30 und 28. Dreigeschossig, Betonung der Mittelachse durch Eingang und Risalit, Palmetten-Bekrönung. | 09205709 |
| Direkt Bild zu diesem Denkmal hochladen | Wohnhaus in geschlossener Bebauung | Gartenstraße 41 (Karte)                         | Um 1880 | Mit Laden, qualitätvoller, mit originaler Putzhaut erhaltener, gründerzeitlicher Bau, von baugeschichtlichem Interesse. Dreigeschossig, altes Ladengeschäft im Erdgeschoss (original), alte Putzhaut fast vollständig erhalten, zum Teil neue Fenster, alte Tür, Dachgesims mit Diamantquader-Motiv, ehemals Materialwaren-Handlung von Hermann Brendel. | 09205977 |
|                                         | Portal und Haustür | Gerbergasse 3 (Karte)                           | 1. Viertel 19. Jahrhundert                                                                                         | Künstlerisch-handwerklich von Bedeutung, original erhaltenes Porphyrportal mit Schlussstein, Holztür aus Erbauungszeit, bedeutsam für die Baugeschichte des Hauses. Im Schlussstein: Relief eines Hufeisens. | 09205691 |
| Direkt Bild zu diesem Denkmal hochladen | Industriegebäude in offener Bebauung (Armaturenwerk) | Gerbergasse 6 (Karte)                           | Bezeichnet mit 1923                                                                                                | Baukünstlerisch interessanter Gewerbebau, technikgeschichtlich bedeutsam, aufgrund seiner expressionistischen Gestaltung und der Höhe ortsbildprägend, originaler Zustand, als ehemaliges Armaturenwerk von ortsgeschichtlichem Interesse. Dreigeschossiger Bau mit hohem Treppenturm, dieser abgeschlossen von geschweiftem Giebel mit Relief-Bogenmotiven, alte Fenster und Tür, schlechter Bauzustand. | 09206015 |
| Direkt Bild zu diesem Denkmal hochladen | Villa, mit Einfriedung und Garten | Gersdorfer Straße 5 (Karte)                     | 1907 | Große repräsentative Fabrikantenvilla, außergewöhnliche baukünstlerisch bedeutsame Einfriedung, Gesamtanlage straßenbildprägend, ortsgeschichtlich bedeutsam. Große repräsentative Villa mit zentraler Halle und separaten Zugängen zu den Wirtschaftsräumen und zur Hausmeisterwohnung. - Villa: Zweigeschossig, mit Werksteinsockel, Zierfachwerk, bleiverglasten Farbfenstern, zahlreichen Schmuckmotiven im Putz, zwei Terrassen und Veranda im Erdgeschoss sowie im Obergeschoss zwei großen Balkonen. Über dem Treppenhaus Spitzgiebel und großer Eingangsvorbau mit spitzer Haube und Freitreppe. Schiefergedecktes Dach, der Dachreiter mit Zinkblech verkleidet. Im Treppenhaus umlaufende Holzempore. Die Villa stammt aus den ersten Jahren der selbstständigen Tätigkeit des Architekten Adalbert Erlebach, der bis 1904 Mitarbeiter des Dresdner Architekten Woldemar Kandler war. Erlebach hat ab 1910 bis zum Beginn des Zweiten Weltkrieges ausschließlich in Südtirol gelebt und gearbeitet und in diesen Jahrzehnten das Gesicht der Stadt Meran entscheidend mit beeinflusst. - Weiterhin zum Kulturdenkmal gehört die denkmalwürdige aufwendige Einfriedung, bestehend aus steinernen Pfeilern und gusseisernen Zaunsfeldern mit Verzierungen. - Die ursprünglich zur Villa gehörenden Fabrikgebäude sind keine Kulturdenkmale. Der Denkmalwert von Villa und Einfriedung ergibt sich aus dem baugeschichtlichen und architekturgeschichtlichen Wert (Autor: D. Koch unter Auswertung der bisherigen Erfassungstexte von Frau H. Dannien-Maassen und Herrn Nietzsches und des Buches: Gerhard Peter Thielmann: Adalbert Erlebach. Das Leben und die Kunst des Meraner Architekten. Verlagsanstalt Athesia, Bozen 2010. Stand 2010). | 09205643 |
| Direkt Bild zu diesem Denkmal hochladen | Villa, mit Remise, Einfriedung, Torbogen und Garten | Gersdorfer Straße 6 (Karte)                     | Um 1910 | Große repräsentative Fabrikantenvilla, ein Gründerzeitgebäude mit Eckturm und Fachwerkgiebel, Gesamtanlage straßenbildprägend, bau- und ortsgeschichtlich bedeutsam. - Villa: eingeschossig über hohem Bruchsteinsockel, malerischer Bau mit Zierfachwerk (teilweise verkleidet), Fenstergewände mit Vorhangbogenmotiv, Freitreppe mit schönem Geländer zum Haupteingang - Einfriedung: Pfeiler mit Latten-Zaun - Remise: mit Mansarddach | 09302099 |
| Direkt Bild zu diesem Denkmal hochladen | Fabrikgebäude | Goldbornstraße 5 (Karte)                        | Um 1915 | Freistehender Bau mit original erhaltener repräsentativer Putzbau, Dacherker mit markanten Dreiecksgiebeln, bau- und technikgeschichtlich von Bedeutung,. Ursprüngliche Fenster, Lisenengliederung, Innenbereich verändert. | 09205824 |
| Direkt Bild zu diesem Denkmal hochladen | Mietshaus in halboffener Bebauung | Goldbornstraße 10 (Karte)                       | Um 1910 | Fein gestalteter Wohnhausbau im Reformstil der Zeit um 1910, originale Putzhaut in qualitätvoller Gestaltung mit geometrischen Motiven, alte Fenster und Tür, dreigeschossig | 09205811 |
| Direkt Bild zu diesem Denkmal hochladen | Kulturhaus des Schmiedewerkes | Goldbornstraße 14 (Karte)                       | 1950er Jahre | Traditionell gestalteter, markanter Putzbau, zeittypische Gestaltung im Stil der nationalen Bautradition, als einzig original erhaltenes Kulturhaus eines Betriebes aus DDR-Zeiten von geschichtlichem Interesse. Zweigeschossig, profilierte Gewände aus rötlichem Stein, Farbfenster im Treppenhaus, zum Teil noch alte Fenster, innen vermutlich kaum verändert. | 09205826 |
| Direkt Bild zu diesem Denkmal hochladen | Mietvilla in halboffener Bebauung, mit Einfriedung | Goldbornstraße 34 (Karte)                       | Um 1910 | Baugeschichtlich von Bedeutung, qualitätvoll gestalteter Putzbau mit gestalterischen Anklängen an den Jugendstil, Zierfachwerk, bauliche Einheit mit Nummer 36. Zweigeschossig, neue Fenstereinbrüche. | 09205801 |
| Direkt Bild zu diesem Denkmal hochladen | Mietvilla in halboffener Bebauung, mit Einfriedung | Goldbornstraße 36 (Karte)                       | Um 1910 | Baugeschichtlich von Bedeutung, qualitätvoll gestalteter Putzbau mit gestalterischen Anklängen an den Jugendstil, Zierfachwerk, bauliche Einheit mit Nummer 34. Zweigeschossig, zum Teil alte Fenster. | 09205800 |
| Direkt Bild zu diesem Denkmal hochladen | Mietshaus in halboffener Bebauung in Ecklage | Grafestraße 2 (Karte)                           | Um 1900 | Städtebaulich und baugeschichtlich von Bedeutung, qualitätvoll gegliedertes Gründerzeithaus in markanter Ecklage zur Poststraße. Dreigeschossig, abgeschrägte Ecke, schöne Dachhäuschen. | 09205955 |
| Direkt Bild zu diesem Denkmal hochladen | Schule und Gedenktafel (Geschwister-Scholl-Schule) | Grafestraße 3 (Karte)                           | Um 1910 | Ortsgeschichtlich von Bedeutung, imposanter Schulbau, zwei mächtige Risalite beherbergen die zwei Zugänge, diese gestalterisch durch Halbsäulen und Dreiecksgiebel hervorgehoben, Gedenktafel für Carl August Grafe (1806–1859), dessen Stiftung den Schulbau ermöglichte. Viergeschossig, zwei Dacherker, Lisenengliederung, originale Eingangstüren, neue Fenster. | 09205675 |
| Direkt Bild zu diesem Denkmal hochladen | Gedenkstein für die Geschwister Scholl | Grafestraße 3 (vor) (Karte)                     | Um 1955 | Zum Gedenken an Hans und Sophie Scholl, Widerstandskämpfer gegen das Nazi-Regime, geschichtlich von Bedeutung. Unbehauener Naturstein mit Bronzeplatte, darauf Porträtreliefs der Geschwister. | 09205676 |
| Direkt Bild zu diesem Denkmal hochladen | Villa | Hartenbergstraße 1 (Karte)                      | 1922 | Baugeschichtlich und städtebaulich von Bedeutung, zeittypischer Putzbau im Heimatstil, markant auf der Anhöhe gelegen. Zweigeschossig, Walmdach, zum Teil originale Fenster, Lisenengliederung, Putzspiegel mit Initialen des Besitzers über dem Eingang. | 09205645 |
| Direkt Bild zu diesem Denkmal hochladen | Straßenpflaster | Jahnstraße (Karte)                              | 19. Jahrhundert | Teil des im Altstadtbereich erhaltenen historischen Straßenbelags, geschichtliche Bedeutung. Kopfsteinpflaster, Großpflaster rötlicher Färbung. | 09301426 |
| Direkt Bild zu diesem Denkmal hochladen | Kirchgemeindehaus im Garten des Grundstücks | Jahnstraße 1 (Karte)                            | 1928 | Bau- und ortsgeschichtlich von Bedeutung, zeittypischer Putzbau im Heimatstil, in originalem Zustand, Innengestaltung mit großer Wahrscheinlichkeit original erhalten. Eingeschossig, strenge Vertikalgliederung der Fassade, originale Fenster, Gemeindesaal mit Parkett, ursprünglich falsch erfasst unter Schulweg/Schuldurchgang. | 09205746 |
| Direkt Bild zu diesem Denkmal hochladen | Schule (heute Wohnhaus) in geschlossener Bebauung (mit öffentlichem Durchgang) und Rückgebäude                                                                                                | Jahnstraße 5 (Karte)                            | 1807 | Als ehemalige Schule von ortsgeschichtlichem und architekturhistorischem Wert, Durchgang zur Schulgasse mit Korbbogen und Schlussstein, schönes Segmentbogenportal mit datiertem Schlussstein, originale Tür, Rückgebäude zum Hof hin mit Fachwerkobergeschoss (vorkragend). Dreigeschossig, schlichte Putzfassade. | 09205748 |
| Direkt Bild zu diesem Denkmal hochladen | Wohnstallhaus | Kadorf 30 (Karte)                               | 3. Viertel 19. Jahrhundert                                                                                         | Bau- und sozialgeschichtlich von Bedeutung, mächtiges Bauernhaus, Bruchsteinmauerwerk im Erdgeschoss, im Obergeschoss Fachwerk mit Schieferverkleidung. Zweigeschossig, Erdgeschossfenster mit profilierten Steingewänden, Satteldach, Anbau (war möglicherweise ursprünglich Backhaus). Objekt wurde ursprünglich falsch erfasst unter Kadorfer Straße 30b. | 09205861 |
| Weitere Bilder                          | Evangelische Stadtkirche St. Marien mit Ausstattung, Kirchplatz mit Treppe vor dem Kirchturm und Luthereiche sowie Pflasterung und weiterer Treppe im Südosten                                | Kirchplatz (Karte)                              | 1513 (Kirche); 1810–1815 Wiederaufbau (Kirche); 1814 (Altar); Ende 19. Jahrhundert (Kanzel); 1897 (Kirchenfenster) | Orts- und kunstgeschichtlich von Bedeutung, ortsbildprägende mächtige Hallenkirche mit spätgotischem Chor und eingestelltem Westturm, dieser mit oktogonalem Glockengeschoss. - Baugeschichte: Baubeginn 1513, Chor als einziger Bauteil der dreischiffigen Hallenkirche vollendet, vom Schiff zunächst nur die Umfassungsmauer errichtet, 1595–1611 Ausbau zur Saalkirche, Errichtung des Westturmes, 1806 Stadtbrand, Zerstörung großer Teile der Anlage, 1810–1815 Wiederaufbau durch Johann Traugott Lohse, 1862 Umbau, 1884–1897 Ergänzungen an den Maßwerkfenstern durch Arnold und Julius Zeißig, sowie neue Ausstattung, 1939 letzte große Restaurierung - Kirche: Putzbau mit Satteldach, Chor mit verschiefertem Dachreiter, eingestellter Westturm mit oktogonalem Glockengeschoss, schlichtes neugotisches Eingangsportal - Innenraum: Saal mit einfacher Holzdecke, dreigeschossige Emporen an Nord- und Südseite, an Westseite Orgelempore, hoher, spitzer Triumphbogen zum Chor mit Netzgewölbe (Rippen mit doppelter Kehlung, 16. Jahrhundert), Gewölbekappen mit Darstellung der Evangelisten, an der Chorsüdwand Erzengel (1939), Sakristei mit Kreuzgratgewölbe, Altar von 1814 mit korinthischen Holzsäulen, geradem Gesims, Gemälde, Holzkanzel, Farbglasfenster von 1897 Bis 2008 unter Jahnstraße in der Denkmalliste. | 09205759 |
| Direkt Bild zu diesem Denkmal hochladen | Straßenpflaster | Kirchstraße (Karte)                             | 19. Jahrhundert | Teil des im Altstadtbereich erhaltenen historischen Straßenbelags, geschichtliche Bedeutung. Kopfsteinpflaster, Großpflaster rötlicher Färbung. | 09301424 |
| Direkt Bild zu diesem Denkmal hochladen | Wohnhaus in Ecklage | Kirchstraße 1 (Karte)                           | 1. Hälfte 19. Jahrhundert                                                                                          | Als städtebaulicher Bestandteil des Marktensembles von Bedeutung, daher denkmalwürdig trotz der überformten Erdgeschosszone, originales Porphyr-Portal mit gut erhaltener Profilierung. Zweigeschossiger Putzbau, Erdgeschoss Zone zum Markt hin überformt, Mansarddach mit Dachhäuschen, schöne Giebelfassade zur Kirchstraße. | 09205980 |
| Direkt Bild zu diesem Denkmal hochladen | Portal eines Wohnhauses | Kirchstraße 6 (Karte)                           | Bezeichnet mit 1807                                                                                                | Segmentbogenportal mit datiertem Schlussstein, wichtiges Zeugnis für die Erbauungszeit des Gebäudes | 09205749 |
| Direkt Bild zu diesem Denkmal hochladen | Portal eines Wohnhauses | Kirchstraße 10 (Karte)                          | Bezeichnet mit 1806                                                                                                | Segmentbogenportal mit datiertem Schlussstein, Zeugnis für die Erbauungszeit des Gebäudes | 09205774 |
| Direkt Bild zu diesem Denkmal hochladen | Wohnhaus in Ecklage | Kirchstraße 12 (Karte)                          | Bezeichnet mit 1807                                                                                                | Städtebaulich und baugeschichtlich von Bedeutung, zweigeschossiger Putzbau in markanter Ecklage sowie angrenzend an den Kirchplatz, schönes Segmentbogenportal mit datiertem Schlussstein | 09205710 |
| Direkt Bild zu diesem Denkmal hochladen | Wohnhaus in geschlossener Bebauung | Kreuzplatz 4 (Karte)                            | Um 1880 | Städtebaulich wichtiges Gebäude als Teil der Randbebauung des Kreuzplatzes, originale Putzhaut in klassizistisch wirkender Gestaltung. Zweigeschossig, Satteldach, traufständig. | 09205753 |
| Direkt Bild zu diesem Denkmal hochladen | Spital (heute Wohnhaus) in halboffener Bebauung | Kreuzplatz 19 (Karte)                           | Bezeichnet mit 1808                                                                                                | Putzbau mit regelmäßiger Fassadengliederung, schönes Segmentbogenportal mit Schlussstein, späterer Dachausbau, platzbildprägend, ortsgeschichtliche und sozialgeschichtliche Bedeutung. Zweigeschossig, profilierte Fenstergewände, entstellender Dachaufbau. | 09205752 |
| Direkt Bild zu diesem Denkmal hochladen | Straßenpflaster | Kreuzstraße 1 (vor) (Karte)                     | 19. Jahrhundert | Teil des im Altstadtbereich erhaltenen historischen Straßenbelags, geschichtliche Bedeutung. Kopfsteinpflaster, Großpflaster rötlicher Färbung. | 09301427 |
| Direkt Bild zu diesem Denkmal hochladen | Wohnhaus in (ehemals) geschlossener Bebauung und Hinterhaus sowie Reste der Stadtmauer auf dem Grundstück                                                                                     | Kreuzstraße 8 (Karte)                           | 1. Hälfte 19. Jahrhundert (Wohnhaus); mittelalterlich (Stadtmauer)                                                 | Baugeschichtlich von Bedeutung, das schlichte Wohnhaus ein Barockbau mit sehr hohem, steilem Mansarddach, das mächtige Hinterhaus ein original erhaltener Bruchsteinbau (verputzt) mit alten Porphyrgewänden und schönem Porphyrportal. - Rückgebäude: dreigeschossig, Hofgebäude, möglicherweise für Handwerksausübung genutzt - Wohnhaus: Erdgeschoss überformt, Baukubatur erhalten | 09205751 |
| Direkt Bild zu diesem Denkmal hochladen | Wohnhaus in halboffener Bebauung | Kreuzweg 10 (Karte)                             | Bezeichnet mit 1827                                                                                                | Bau- und sozialgeschichtlich von Bedeutung, in städtebaulich markanter Ecklage unmittelbar am Scheunenviertel gelegenes, massives Wohnhaus, originales Steinportal mit Schlussstein (Initialen und Datierung) und Reliefverzierung. Zweigeschossig, Satteldach, giebelständig zu den Scheunen, traufständig zum Kreuzweg, neue Fenster und Tür, saniert. | 09205996 |
| Direkt Bild zu diesem Denkmal hochladen | Wasserwerk in offener Bebauung | Lommatzscher Straße (Karte)                     | Um 1930 | Technik- und baugeschichtlich von Bedeutung, kleines Wasserhäuschen in traditionalistischer Architektursprache mit geschweiftem Walmdach, originaler Erhaltungszustand | 09206026 |
| Direkt Bild zu diesem Denkmal hochladen | Straßenpflaster | Lommatzscher Straße (Karte)                     | 19. Jahrhundert | Teil des im Altstadtbereich erhaltenen historischen Straßenbelags, geschichtliche Bedeutung. Kopfsteinpflaster, Großpflaster rötlicher Färbung. | 09301431 |
| Direkt Bild zu diesem Denkmal hochladen | Wohnhaus in geschlossener Bebauung in Ecklage | Lommatzscher Straße 2 (Karte)                   | Bezeichnet mit 1807                                                                                                | Städtebaulich und baugeschichtlich von Bedeutung, zweigeschossiger Putzbau in markanter Ecklage sowie angrenzend an den Kirchplatz, schönes Porphyrportal mit Korbbogen und Schlussstein. Zweigeschossig, abgeschrägte Ecke, saniert. | 09205758 |
|                                         | Portal | Lommatzscher Straße 3 (Karte)                   | 15. Jahrhundert | Ausgezeichnet erhaltenes spätgotisches Sitznischenportal, aus Porphyr mit Stabgewände, klassizistische Tür, bauhistorisch wertvoll, eines der ältesten profanen Bauzeugnisse der Stadt von überregionaler Bedeutung, Haus ist nicht denkmalwürdig (zu starke Modernisierung). Rundbogiges Sitznischenportal mit Verstabungen. | 09205956 |
| Direkt Bild zu diesem Denkmal hochladen | Wohnhaus in halboffener Bebauung in Ecklage | Lommatzscher Straße 10 (Karte)                  | Um 1810 | Städtebaulich und baugeschichtlich von Bedeutung, weitgehend originales Wohnhaus in markanter städtebaulicher Ecklage, bemerkenswertes Schopfwalmmansarddach, zur Lommatzscher Straße hin Fachwerkobergeschoss (verputzt), Baukubatur und Fensteröffnungen original. Zweigeschossig, Erdgeschoss zur Lommatzscher Straße hin überformt durch Ladeneinbau, Giebelseite original. | 09205971 |
| Direkt Bild zu diesem Denkmal hochladen | Wohnhaus in geschlossener Bebauung | Lommatzscher Straße 17 (Karte)                  | Ende 19. Jahrhundert                                                                                               | Baugeschichtlich von Bedeutung, kaum veränderte gründerzeitliche Fassade, neue Haustür | 09205699 |
| Direkt Bild zu diesem Denkmal hochladen | Wohnhaus in geschlossener Bebauung | Lommatzscher Straße 21 (Karte)                  | Um 1840 | Sozial- und baugeschichtlich von Bedeutung, original erhaltenes, kleines Wohnhaus, alte Haustür, wichtiger städtebaulicher Bestandteil des Straßenzuges. Zweigeschossig, neue Fenster im Erdgeschoss. | 09205701 |
| Direkt Bild zu diesem Denkmal hochladen | Wohnhaus in halboffener Bebauung | Lommatzscher Straße 23 (Karte)                  | 1816 | Sozial- und baugeschichtlich von Bedeutung, zeittypisches Wohnhaus mit Fachwerkobergeschoss (verkleidet) und Segmentbogenportal mit Schlussstein. Zweigeschossig, Fachwerk verkleidet, im Erdgeschoss wurden Fenster verändert. | 09205703 |
|                                         | Wohnhaus in offener Bebauung mit Freitreppe sowie Seitenflügel im Hof und Scheune | Lommatzscher Straße 29 (Karte)                  | Bezeichnet mit 1844                                                                                                | Sozial- und baugeschichtlich von Bedeutung, Wohnhaus einer Hofanlage (Ackerbürgerhof), markantes, straßenbildprägendes hohes Gebäude, weitestgehend original erhalten, schönes Eingangsportal und mächtige Freitreppe. Zweigeschossig, alte Haustür, Veränderungen im Dachbereich. | 09205702 |
| Direkt Bild zu diesem Denkmal hochladen | Mietshaus in geschlossener Bebauung | Lommatzscher Straße 37 (Karte)                  | Ende 19. Jahrhundert                                                                                               | Gestalterisch qualitätvolle Gründerzeitfassade in originalem Erhaltungszustand, baugeschichtlich von Bedeutung. Dreigeschossig, Erdgeschoss verputzt, Obergeschoss verklinkert, neue Fenster. | 09206005 |
| Direkt Bild zu diesem Denkmal hochladen | Mietshaus in offener Bebauung | Lommatzscher Straße 38 (Karte)                  | Ende 19. Jahrhundert                                                                                               | Qualitätvoll gestaltete Gründerzeitfassade in Putz- und Klinkerstruktur, weitestgehend original, baugeschichtlich von Bedeutung. Dreigeschossig, neue Fenster und Tür, liegende Dachfenster | 09206008 |
| Direkt Bild zu diesem Denkmal hochladen | Mietshaus in geschlossener Bebauung | Lommatzscher Straße 39 (Karte)                  | Ende 19. Jahrhundert                                                                                               | Fein gegliederter Gründerzeitbau (schöne Klinkerfassade), mit zahlreichen originalen Baudetails, baugeschichtlich von Bedeutung. Dreigeschossig, Erdgeschoss verputzt, Obergeschoss verklinkert, baukünstlerisch interessante Fensterverdachungen, neue Fenster. | 09206007 |
| Direkt Bild zu diesem Denkmal hochladen | Mietshaus in geschlossener Bebauung | Lommatzscher Straße 40 (Karte)                  | Ende 19. Jahrhundert                                                                                               | Original erhaltenes Gründerzeitgebäude, interessante Klinkerstruktur im Obergeschoss, baugeschichtlich von Bedeutung. Dreigeschossig, Putzhaut im Erdgeschoss original, originale Haustür, zum Teil alte Fenster. | 09206029 |
| Direkt Bild zu diesem Denkmal hochladen | Mietshaus in geschlossener Bebauung | Lommatzscher Straße 41 (Karte)                  | Um 1920 | Bemerkenswert gestalteter Putzbau mit straßenbildprägendem Erker, dieser in rotem Klinker gestaltet mit Relief-Ornament, expressionistisch gestaltete Eingangssituation, baugeschichtlich von Bedeutung. Dreigeschossig, Putzbau mit Klinkerstreifen, vorgeblendeter Erker im Ziegel. | 09206027 |
| Direkt Bild zu diesem Denkmal hochladen | Wohnhaus in halboffener Bebauung | Lommatzscher Straße 42 (Karte)                  | Um 1860 | Weitestgehend originaler, frühgründerzeitlicher Putzbau mit feiner Fassadengliederung, baugeschichtlich von Bedeutung, Gestaltungselemente wie Zahnschnitt und Reliefgesims. Zweigeschossig, neue Fenster, Eingangsbereich verändert. | 09206028 |
|                                         | Marktplatz mit Pflasterung | Markt (Karte)                                   | 19. Jahrhundert | Teil des im Altstadtbereich erhaltenen historischen Straßenbelags, geschichtliche Bedeutung. Kopfsteinpflaster, Großpflaster rötlicher Färbung. | 09301423 |
| Weitere Bilder                          | Postmeilensäule | Markt (Karte)                                   | 2000 (Kopie), Original bezeichnet mit 1731                                                                         | Kursächsische Postmeilensäule (Sachgesamtheit); Kopie einer Distanzsäule, verkehrsgeschichtlich und platzbildprägend von Bedeutung. Sandsteinobelisk, Wappenstück, Inschriftenblock, Sockel, Kopie aus dem Jahr 2000. Bei der hier betrachteten Kursächsischen Distanzsäule handelt es sich um eine im Jahr 2000 angefertigte Kopie der Säule aus dem Jahr 1731. Die Säule wurde aus Sandstein angefertigt. Die Säule gliedert sich in Wappenstück mit „AR“- Monogramm und Posthornzeichen, dem Inschriftenblock und Sockel. Die Kopie wurde am historischen Standort am Markt wiedererrichtet. | 09304924 |
|                                         | Wohnhaus in geschlossener Bebauung (ehemals Hotel Goldene Krone) | Markt 2 (Karte)                                 | 17. Jahrhundert, Umbau 1885                                                                                        | Mit Laden, baugeschichtlich von Bedeutung, klassizistisch wirkende Fassade, als Bestandteil der Marktrandbebauung von städtebaulicher Bedeutung, künstlerisch und bauhistorisch wertvolles Sitznischenportal aus Porphyr. Viergeschossig, vermutlich aufgestockt, obere Fassadengestaltung mit klassizistischen Formanklängen. Sitznischenportal mit Inschrift „Jacob Döring“, Tordurchfahrt völlig neu gestaltet, im Hinterhof Parkplätze. | 09205771 |
|                                         | Ehemaliges Hotel Herkules (zwei Bauteile) in geschlossener Bebauung und Saalgebäude zum Hof                                                                                                   | Markt 3 (Karte)                                 | 1870 (Hotel); 1898 (Saal)                                                                                          | Ortsgeschichtlich von Bedeutung, als Bestandteil des Marktensembles von städtebaulichem Wert, zum Teil Putzfassadengliederung des Klassizismus von 1870, zum Teil reich gestaltete Gründerzeitfassade (Klinkerfassade) von 1898, originale und hochwertige Innenraumgestaltung der Gründerzeit. Dreigeschossig, verputzt, zurückspringender Gebäudeteil: im Obergeschoss verklinkert, mit künstlerisch aufwendigen Verdachungen, rückwärtig schließt sich großer Saalkomplex an. Laut Eigentümer existiert kein gründerzeitlicher Schmuck mehr darin. Da er dem Landesamt für Denkmalpflege den Zutritt verwehrte, wird der Saal wegen begründeten Denkmalverdachts mit unter Schutz gestellt. Anbau Herkulessaal 1898. | 09205772 |
| Weitere Bilder                          | Rathaus (mit rückwärtigem Anbau zur Jahnstraße) | Markt 4 (Jahnstraße 2) (Karte)                  | 1505; bezeichnet mit 1862                                                                                          | Repräsentativer Rathausbau in Marktlage, ortsgeschichtlich und städtebaulich bedeutsam, ortsbildprägend aufgrund des hohen Rathausturmes, bauhistorisch interessant aufgrund der noch vorhandenen Bausubstanz aus dem 16. Jahrhundert, Rundbogenportal mit Verstabungen, Rundbogendurchfahrt, drei Vorhangbogenfenster an der Rückseite erhalten. Ursprünglicher Rathausbau von 1505, nach großem Stadtbrand von 1806 blieben davon nur die Umfassungsmauern übrig, diese wurden beim Wiederaufbau 1862 wiederverwendet. Anbau: Jahnstraße 2. | 09205760 |
| Weitere Bilder                          | Tuchmacherinnungshaus (ehemaliges Abthaus, heute Heimatmuseum) | Markt 5 (Karte)                                 | Bezeichnet mit 1537                                                                                                | Renaissancebau mit Putzfassade und prächtigem Sitznischenportal aus der 1. Hälfte des 16. Jahrhunderts (heute Kopie von 1975), an der Rückseite zum Kirchplatz Treppenturm, ehemals Abthaus für den Abt von Altzella Andreas Schmiedewald, seit 1565 Innungshaus der Tuchmacher, Teil der historischen Marktplatzbebauung, orts- und baugeschichtlich von Bedeutung. Dreigeschossiger Putzbau, Rundbogenfenster im Erdgeschoss mit profilierten Gewänden, Mansarddach (neugedeckt), Portal: aufwendig gestaltet mit Säulen, Pfeilern, figürlichen und plastischen Darstellungen, dieses bezeichnet mit 1537, Anfang 16. Jahrhundert vom Abt des Klosters Altzella errichtet, 1565 von der Tuchmacherinnung erworben, an Hofseite polygonaler Wendelstein und Renaissancegewände, im Inneren Halle mit Kreuzrippengewölbe. | 09205761 |
| Weitere Bilder                          | Wohnhaus in geschlossener Bebauung (Stadtschreiberhaus) | Markt 6 (Karte)                                 | 1673 | Ehemaliges Stadtschreiberhaus, Putzbau mit Sitznischenportal in Renaissanceformen (dieses als Kopie 1940 hier eingebaut), von orts- und baugeschichtlicher Bedeutung. Unmittelbar am Markt stehendes dreigeschossiges Wohnhaus mit schönem Sitznischenportal aus dem 17. Jahrhundert (heute Kopie von 1940), dieses in Rochlitzer Porphyr künstlerisch gestaltet, weitestgehend unverändert erhaltenes Gebäude, von städtebaulichem und baugeschichtlichem Wert. Dreigeschossig, Segmentbogenfenster, traufständig, Satteldach, Kopie des Sitznischenportals 1940. | 09205979 |
|                                         | Wohnhaus in geschlossener Bebauung | Markt 8 (Karte)                                 | 1865 | Aufwändig gestaltete Putzfassade in klassizistischen Formen, Putz- und Steingliederungen, Teil der historischen Marktbebauung, bau- und heimatgeschichtlich von Bedeutung. Dreigeschossiger, langgestreckter Putzbau, rustiziertes Erdgeschoss, erstes Obergeschoss mit Dreiecksverdachungen über den Fenstern, aufwendiges Kranzgesims mit Palmettenmotiv, Rosetten, entstellende Dachhäuschen, Gebäude ist saniert, Durchfahrt zum Hof entstellend verändert, ebenso Treppenhaus verändert. | 09205856 |
| Direkt Bild zu diesem Denkmal hochladen | Wohnhaus in geschlossener Bebauung in Ecklage | Markt 12 (Karte)                                | Anfang 19. Jahrhundert                                                                                             | Mit Laden, städtebaulich wichtiger Bau, zugehörig zur Marktrandbebauung, markantes Mansarddach, baugeschichtlich von Bedeutung. Zweigeschossig, Erdgeschoss überformt. | 09205975 |
|                                         | Wohnhaus in geschlossener Bebauung | Markt 13 (Karte)                                | Bezeichnet mit 1839                                                                                                | Putzfassade in schlichten Formen, Satteldach mit Fledermausgaupen, Rundbogentor mit datiertem Schlussstein, Teil der historischen Marktbebauung, baugeschichtlich von Bedeutung. Dreigeschossiger Putzbau, symmetrische Fassadengliederung, mittiger Torbogen, im Erdgeschoss durch Ladeneinbau überformt, Dach mit schönen Fledermausgaupen. | 09205763 |
|                                         | Ehemaliger Gasthof, mit Hofgebäude (Hotel Rheinischer Hof) | Markt 14 (Karte)                                | Um 1850 | Klassizistische Fassadengestaltung und schöner Segment-Torbogen mit Schlussstein und originaler Tür, Teil der historischen Marktbebauung, bau- und ortsgeschichtlich von Bedeutung. Dreigeschossiger Putzbau, traufständig, Überformungen durch neue Fenstereinbrüche im Erdgeschoss. | 09205764 |
|                                         | Wohnhaus in geschlossener Bebauung | Markt 15 (Karte)                                | Bezeichnet mit 1601                                                                                                | Zur Marktrandbebauung gehörendes Gebäude mit Kern aus dem 16. Jahrhundert, daher von bauhistorischem Interesse. Zweigeschossig, stark überformt vor allem im Erdgeschoss durch neue Ladeneinbauten, Treppenhaus neu, neue Fenster und Dachhäuschen im Eingangsbereich Reste von Konsolsteinen aus dem 17. Jahrhundert (bezeichnet mit 1601) aus Porphyr. | 09205765 |
| Direkt Bild zu diesem Denkmal hochladen | Wohnhaus in geschlossener Bebauung | Markt 16 (Karte)                                | Um 1910 | Mit Laden, städtebaulich und baugeschichtlich von Bedeutung, als Bestandteil der Marktrandbebauung von städtebaulichem Wert, aufgrund der Jugendstil-Gliederung der Fassade von künstlerischem Wert. Dreigeschossig, Erdgeschoss mit Überformungen, Dacherker. | 09205766 |
|                                         | Straßenpflaster | Mittelstraße (Karte)                            | 19. Jahrhundert | Teil des im Altstadtbereich erhaltenen historischen Straßenbelags, geschichtliche Bedeutung. Kopfsteinpflaster, Großpflaster rötlicher Färbung. | 09301428 |
|                                         | Wohnhaus in geschlossener Bebauung | Mittelstraße 2 (Karte)                          | Um 1890 | Mit Laden, baugeschichtlich von Bedeutung, in markanter städtebaulicher Ecksituation stehender Putzbau, mit originaler gründerzeitlicher Putzhaut, ortsgeschichtlich bedeutsam als Geburtshaus von Friedrich Wilhelm Kaulisch (Dichter des Liedes „Wenn Du noch eine Mutter hast“, geb. 15. April 1827). Viergeschossig, originales Putzhaus mit Ecklisenen, rustizierten Feldern, Dreiecks- und Segmentbogenverdachung über den Fenstern, im Erdgeschoss-Bereich Veränderungen durch Schaufenster. | 09205720 |
| Direkt Bild zu diesem Denkmal hochladen | Wohnhaus in geschlossener Bebauung | Mittelstraße 9 (Karte)                          | Um 1806 | Zeittypischer Putzbau, weitgehend original, Portal mit Segmentbogen und Schlussstein, baugeschichtlich von Bedeutung. Zweigeschossig, späterer Dachausbau. | 09205789 |
| Direkt Bild zu diesem Denkmal hochladen | Wohnhaus in geschlossener Bebauung | Mittelstraße 10 (Karte)                         | Bezeichnet mit 1807                                                                                                | Trotz Überformungen in der Fassade aufgrund alter Bausubstanz von Denkmalwert, schönes Portal mit Segmentbogen und Schlussstein, Keller mit Tonnengewölbe aus Bruchstein, baugeschichtlich von Bedeutung. Zweigeschossig, spätere Dachhäuschen (um 1900), neuer Putz. | 09205715 |
| Direkt Bild zu diesem Denkmal hochladen | Wohnhaus in geschlossener Bebauung | Mittelstraße 11 (Karte)                         | Bezeichnet mit 1854                                                                                                | Städtebaulich und stadtentwicklungsgeschichtlich bedeutsames Gebäude. Klassizistisches Türportal aus Sandstein. | 09205663 |
| Direkt Bild zu diesem Denkmal hochladen | Wohnhaus in geschlossener Bebauung | Mittelstraße 12 (Karte)                         | Bezeichnet mit 1807                                                                                                | Ehemaliges Tuchmacherhaus, zeittypisches Wohnhaus mit Segmentbogenportal, sozial- und baugeschichtlich von Bedeutung. Zweigeschossig, vermutlich Porphyrgewände. | 09205714 |
| Direkt Bild zu diesem Denkmal hochladen | Wohnhaus in geschlossener Bebauung | Mittelstraße 13 (Karte)                         | Bezeichnet mit 1806                                                                                                | Weitestgehend original erhaltenes Wohnhaus mit alter, gründerzeitlicher Putzgliederung, Segmentbogenportal mit Schlussstein, baugeschichtlich von Bedeutung. Dreigeschossig, zweites Obergeschoss später aufgestockt, alte Fenster und Winterfenster. | 09205788 |
| Direkt Bild zu diesem Denkmal hochladen | Wohnhaus in geschlossener Bebauung | Mittelstraße 14 (Karte)                         | 1. Drittel 19. Jahrhundert                                                                                         | Zeittypisches Wohnhaus, bildet mit der Nummer 16 und 12 ein städtebauliches Ensemble von ursprünglichem Charakter. Zweigeschossig, durch Schaufenster Beeinträchtigung im Erdgeschoss, originale Dachhäuschen. | 09205717 |
| Direkt Bild zu diesem Denkmal hochladen | Wohnhaus in geschlossener Bebauung | Mittelstraße 16 (Karte)                         | Um 1806 | Zeittypisches Wohnhaus mit originalem Segmentbogenportal und Schlussstein, baugeschichtlich von Bedeutung, bildet mit der Nummer 14 und 12 ein städtebauliches Ensemble von ursprünglichem Charakter. Eingeschossig, entstellender Dachausbau, Erdgeschoss im Bruchstein gemauert. | 09205716 |
| Direkt Bild zu diesem Denkmal hochladen | Wohnhaus in geschlossener Bebauung | Mittelstraße 20 (Karte)                         | Um 1806 | Baugeschichtlich von Bedeutung, schmaler Putzbau, Segmentbogenportal mit Schlussstein, weitestgehend original erhalten. Dreigeschossig, neben Eingangsportal breites Segmentbogenfenster, spätere Aufstockung. | 09205723 |
|                                         | Straßenpflaster | Mühlstraße (Karte)                              | 19. Jahrhundert | Teil des im Altstadtbereich erhaltenen historischen Straßenbelags, geschichtliche Bedeutung. Kopfsteinpflaster, Großpflaster rötlicher Färbung. | 09301430 |
| Direkt Bild zu diesem Denkmal hochladen | Torbogenportal | Mühlstraße 10 (Karte)                           | Bezeichnet mit 1807                                                                                                | Original erhaltenes, schönes Sandsteinportal, Korbbogen auf Pfeilern und Schlussstein, künstlerisch-handwerklich von Bedeutung | 09205780 |
| Direkt Bild zu diesem Denkmal hochladen | Torbogenportal | Mühlstraße 12 (Karte)                           | Um 1807 | Original erhaltenes Sandsteinportal, Segmentbogenabschluss und Schlussstein, künstlerisch-handwerklich von Bedeutung | 09205779 |
| Direkt Bild zu diesem Denkmal hochladen | Wohnhaus in geschlossener Bebauung und Nebengebäude im Hof | Mühlstraße 14 (Karte)                           | Bezeichnet mit 1807                                                                                                | Bemerkenswert gut erhaltenes Gebäude mit breiter Tordurchfahrt, diese flankiert von Porphyrtuffpfeilern, Segmentbogenabschluss und Schlussstein, bau- und stadtentwicklungsgeschichtlich von Bedeutung. - Seitengebäude: zweigeschossig, Fachwerk im Obergeschoss - Wohnhaus: Rückfassade mit Fachwerk, Obergeschoss aus Bruchsteinen errichtet, Porphyrgewände, in Durchfahrt zum Teil originale Türen und Beschläge | 09205784 |
|                                         | Wohnhaus in geschlossener Bebauung und Stallgebäude im Hof | Mühlstraße 15 (Karte)                           | Um 1807 | Zeittypisches, kleinstädtisches Bürgerhaus, die Tordurchfahrt mit gut erhaltenem Porphyrtuffgewände, mit originalem zweiflügligem Tor, bau- und stadtentwicklungsgeschichtlich von Bedeutung. Zweigeschossig, aus Bruchstein errichtet, Ende 19. Jahrhundert aufgestockt, schlechter Bauzustand. Seiner Form nach entstand das Gebäude unmittelbar nach dem großen Stadtbrand von 1806. Es handelt sich um einen breitgelagerten, zweigeschossigen Putzbau mit Satteldach. Die symmetrisch aufgeteilte Fassade ist durch eine flache Vorlage in der Mitte betont. Hier liegt auch die Toreinfahrt, deren Natursteingewände mit Schlussstein und die bauzeitlichen Torflügel den Hauptschmuck der Fassade bilden. Ein späterer Ladeneinbau auf der Südseite (1890) wurde vermutlich in DDR-Zeiten wieder entfernt und auf die vorige Fensteranordnung zurückgeführt. Auch im Innern ist das Gebäude weitgehend in seiner ursprünglichen Struktur erhalten, überdies tragen Ausstattungselemente wie Türblätter zur Authentizität und damit zum Aussagewert des Objektes bei. 1844 war das Haus im Besitz des Tuchmachermeisters Knauth aus Nossen. Im ausgehenden 19. Jahrhundert gehörte das Anwesen Frau Ida Hartmann. In dieser Zeit betrieb Albert Kunze eine Filzwarenfabrik (Herstellung von Filzschuhen) in den Hofgebäuden, an denen zu diesem Zwecke verschiedene Um- und Erweiterungsbauten vorgenommen wurden. Nach einem Brand in der Fabrik 1903 wurde ein Teil der Betriebsräume zu Wohnungen umgenutzt. Die Hofbebauung ist nur noch in Resten erhalten und gehört nicht zum Denkmalbestand des Objekts. Das Gebäude ist ein wichtiges, weitgehend authentisches Zeugnis des Wiederaufbaus nach dem großen Stadtbrand von 1806. Als zeittypisches, kleinstädtisches Bürgerhaus veranschaulicht es die Bauentwicklung Roßweins sowie die Wohn- und Lebensweise seiner Einwohnerschaft in der Vergangenheit, speziell in der ersten Hälfte des 19. Jahrhunderts.                                                                                                   | 09205785 |
| Direkt Bild zu diesem Denkmal hochladen | Mietshaus in ehemals geschlossener Bebauung | Mühlstraße 17 (Karte)                           | Ende 19. Jahrhundert                                                                                               | Mit Laden, baugeschichtlich von Bedeutung, original erhaltener Gründerzeitbau | 09302132 |
|                                         | Wohnhaus in geschlossener Bebauung | Mühlstraße 18 (Karte)                           | Um 1900 | Baugeschichtlich von Bedeutung, interessant gestaltete gründerzeitliche Fassade | 09302133 |
| Weitere Bilder                          | Brunnen | Mühlstraße 18 (bei) (Karte)                     | Um 1800 | Alter Röhrbrunnen der Stadt von um 1800, künstlerisch-handwerklich von Bedeutung. Achteckiger Grundriss, aus Porphyr, Spiegelmotiv. | 09205762 |
| Direkt Bild zu diesem Denkmal hochladen | Brunnen | Mühlstraße 30 (hinter) (Karte)                  | 19. Jahrhundert, womöglich älter                                                                                   | Sandsteinerner Brunnen mit achteckigem, langgestrecktem Grundriss, orts- und technikgeschichtlich von Bedeutung. Teil der alten Wasserversorgungsanlage Roßweins, die bis zum Ende des 18. Jahrhunderts die Bewohner mit Wasser versorgte, gelegen hinter dem Grundstück Auf dem Werder 40. | 09205795 |
|                                         | Zwei Plastiken an der Sparkasse (denkmalgeschütztes Bankgebäude 2004 abgebrochen und durch Neubau ersetzt)                                                                                    | Niederstadtgraben 1 (Karte)                     | 1936 | Plastiken im traditionellen Stil, künstlerisch von Bedeutung. Ehemalige Sparkasse (Abbruch 2004): dreigeschossig, Ecke abgerundet, Putz, schlichte Gliederung, Eingangsbereich hervorgehoben durch Bögen, innen im Bereich der Kreissparkasse verändert, in zeittypischen Gestaltungsformen erhaltenes Bankgebäude in städtebaulich wichtiger Lage, ortsgeschichtlich interessant, auffällige Eingangssituation mit Rundbögen | 09205732 |
| Direkt Bild zu diesem Denkmal hochladen | Mietshaus in halboffener Bebauung | Niederstadtgraben 4 (Karte)                     | Um 1910 | Baugeschichtlich von Bedeutung, qualitätvoller späthistoristischer Putzbau mit Erker und Zierfachwerkgiebel, Zwillingsbau zu Nummer 6. Dreigeschossig, originale Haustür, bleiverglaste Fenster im Treppenhaus. | 09205688 |
| Direkt Bild zu diesem Denkmal hochladen | Mietshaus in geschlossener Bebauung | Niederstadtgraben 6 (Karte)                     | Um 1910 | Baugeschichtlich von Bedeutung, qualitätvoller späthistoristischer Putzbau mit Erker, straßenbildprägender Zierfachwerkgiebel, Zwillingsbau zu Nummer 4. Dreigeschossig, originale Putznutung im Erdgeschoss, alte Fenster, originale Tür. | 09205689 |
| Direkt Bild zu diesem Denkmal hochladen | Mietshaus in halboffener Bebauung | Niederstadtgraben 8 (Karte)                     | Um 1910 | Baugeschichtlich von Bedeutung, bemerkenswert gut erhaltenes Gebäude mit Originalputz, im Refortmstil der Zeit um 1910, straßenbildprägender Erker auf Schmuckkonsolen. Dreigeschossig, alte Haustür, originale Fenster. | 09205690 |
| Direkt Bild zu diesem Denkmal hochladen | Mietshaus in geschlossener Bebauung | Niederstadtgraben 12 (Karte)                    | Ende 19. Jahrhundert                                                                                               | Baugeschichtlich bedeutender Gründerzeitbau (Klinkerfassade), bildet ein Ensemble mit dem Eckhaus Rüderstraße 1. Klinkermischbauweise, Putzhaut im Erdgeschoss vermutlich original. | 09205705 |
|                                         | Straßenpflaster | Nossener Straße (Karte)                         | 19. Jahrhundert | Teil des im Altstadtbereich erhaltenen historischen Straßenbelags, geschichtliche Bedeutung. Kopfsteinpflaster, Großpflaster rötlicher Färbung. | 09302134 |
|                                         | Wohnhaus (mit Gaststätte) in geschlossener Bebauung in Ecklage (Gasthaus Zum Rössl) | Nossener Straße 1 (Karte)                       | Bezeichnet mit 1807                                                                                                | Baugeschichtlich von Bedeutung, zur Marktbebauung gehörendes Gebäude mit Mansarddach, somit städtebaulich wichtig, originales schönes Porphyrportal mit Segmentbogen und Schlussstein zur Nossener Straße erhalten. Zweigeschossig, Mansarddach, saniert mit Dämmputz, neue Fenster, Marktansicht mit Überformungen. | 09205857 |
| Direkt Bild zu diesem Denkmal hochladen | Wohnhaus in geschlossener Bebauung in Ecklage | Nossener Straße 2 (Karte)                       | Bezeichnet mit 1807                                                                                                | Mit Laden, baugeschichtlich von Bedeutung, in seiner Baukubatur original erhaltenes Gebäude mit Mansarddach, in markanter städtebaulicher Lage als Auftakt zur Nossener Straße und anliegend am Markt, originales Segmentbogen-Portal. Zweigeschossig, saniert, neue Fenster, neue Dachdeckung. | 09205659 |
| Direkt Bild zu diesem Denkmal hochladen | Wohnhaus in geschlossener Bebauung | Nossener Straße 3 (Karte)                       | Um 1810 | Mit Laden, baugeschichtlich von Bedeutung, zweigeschossiger Putzbau mit gründerzeitlichem Ladeneinbau, klassizistisches Portal mit Verdachung, neue Fenster | 09206003 |
| Direkt Bild zu diesem Denkmal hochladen | Wohnhaus in geschlossener Bebauung | Nossener Straße 6 (Karte)                       | 1806 | Mit Laden, baugeschichtlich von Bedeutung, gut erhaltenes Gebäude mit zahlreichen originalen Bauelementen, wie steinerne Gewände, alte Haustür, Fachwerkwand im Treppenhaus, Porphyrpfeiler im Treppenhaus, qualitätvoller Ladeneinbau aus der Gründerzeit mit vor die Fassade geblendeter, schöner hölzerner Ladenfront. Zweigeschossig, neue Fenster und Dachdeckung und Dachhäuschen. | 09205664 |
|                                         | Wohnhaus in geschlossener Bebauung, mit Nebengebäude im Hof | Nossener Straße 11 (Karte)                      | Bezeichnet mit 1807                                                                                                | Charakteristisches Wohnhaus der Nossener Straße mit Tordurchfahrt, Torbogen original mit Schlussstein (Initialen und Datierung) erhalten, von baugeschichtlicher Bedeutung. Zum Teil Überformungen, neue Fensteröffnungen im Erdgeschoss, späterer Dachaufbau, neue Fenster. | 09206004 |
| Direkt Bild zu diesem Denkmal hochladen | Wohnhaus in halboffener Bebauung in Ecklage, mit Nebengebäude an der Frongasse | Nossener Straße 12 (Karte)                      | Anfang 19. Jahrhundert                                                                                             | Mit Laden, in markanter städtebaulicher Ecklage stehendes Wohnhaus, Bausubstanz vom Anfang des 19. Jahrhunderts, Ende 19. Jahrhundert Neugestaltung der Fenster im Obergeschoss, Nebengebäude mit Fachwerkobergeschoss (verkleidet) und alten Deckenbalken, unter dem Wohnhaus befindet sich ein historischer Gewölbekeller. Wohnhaus zweigeschossig, Schopfwalmdach, ursprünglicher Torbogen existiert nicht mehr, alte Deckenbalken in der Durchfahrt, ebenso altes Pflaster. | 09205665 |
|                                         | Wohnhaus in geschlossener Bebauung und Nebengebäude im Hof | Nossener Straße 13 (Karte)                      | Um 1807 | Baugeschichtlich von Bedeutung, weitgehend originales, zeittypisches Wohnhaus mit Tordurchfahrt, originale Torbogengewände und Tür, ursprüngliche gründerzeitliche Putzhaut, von ortsgeschichtlicher Bedeutung, Nebengebäude mit markantem Mansarddach. Dreigeschossig, vermutlich aufgestockt, aus Bruchsteinmauerwerk errichtet, gestalterische Betonung der Gebäude-Mittelachse. | 09206002 |
| Direkt Bild zu diesem Denkmal hochladen | Wohnhaus in geschlossener Bebauung mit Seitenflügel im Hof und Hinterhaus, ehemaliger Gasthof Sächsischer Hof                                                                                 | Nossener Straße 14 (Karte)                      | Anfang 19. Jahrhundert                                                                                             | Aufgrund der noch gut erhaltenen Struktur von Vorder- und Hinterhaus von städtebaulichem Interesse, bauhistorisch von Bedeutung aufgrund der originalen Bausubstanz, historischer Gewölbekeller. - Wohnhaus: Gebäude ist später aufgestockt, Torbogen aus Porphyr mit originalen Türflügeln - unter dem Hof: Bierkeller mit Gewölbe - Hintergebäude: zweigeschossig, große Segmentbogenfenster zur Gartenseite, zum Teil alte Türen mit Beschlägen | 09205661 |
| Direkt Bild zu diesem Denkmal hochladen | Wohnhaus in geschlossener Bebauung | Nossener Straße 16 (Karte)                      | Um 1807 | Baugeschichtlich von Bedeutung, weitgehend originales Wohnhaus mit Mansarddach, schönes Segmentbogenportal mit Schlussstein, gründerzeitliche Fassade mit profilierten Fenstergewände im Obergeschoss. Zweigeschossig, Mansarddach, im Erdgeschoss sind die Fensteröffnungen verändert. | 09205662 |
| Direkt Bild zu diesem Denkmal hochladen | Stadtmauer und Wehrturmrest | Nossener Straße 19, 21 (hinter) (Karte)         | Mittelalterlich | Bedeutende Reste der mittelalterlichen Stadtbefestigung, aufgehende, mächtige Mauer aus Bruchsteinen, ortsgeschichtlich von Bedeutung, siehe auch Poststraße, Gartenstraße, Oberstadtgraben, Querstraße | 09205974 |
|                                         | Stadtmauer | Nossener Straße 20, 22 (hinter) (Karte)         | Mittelalterlich | Bedeutende Reste der mittelalterlichen Stadtbefestigung, aufgehendes Bruchsteinmauerwerk, ortsgeschichtlich von Bedeutung, siehe auch Poststraße, Gartenstraße, Oberstadtgraben, Querstraße. Mauerverlauf hinter den Wohngebäuden im Gartenbereich. | 09206036 |
| Direkt Bild zu diesem Denkmal hochladen | Felsenkeller | Nossener Straße 23 (hinter) (Karte)             | Anfang 19. Jahrhundert                                                                                             | Unterirdischer Felsenkeller mit Tonnengewölbe, ortsgeschichtlich interessant. Ein für Roßwein typischer Keller, auf zahlreichen Grundstücken im Stadtgebiet zu finden. | 09205965 |
| Direkt Bild zu diesem Denkmal hochladen | Wohnhaus in geschlossener Bebauung, mit Hinterhaus | Nossener Straße 24 (Karte)                      | Um 1807 | Baugeschichtlich von Bedeutung, Wohnhaus mit Korbbogeneinfahrt, diese flankiert von Pfeilern, Hinterhaus in originalem Zustand mit Fachwerkobergeschoss. - Wohnhaus: dreigeschossig, aufgestockt, Fensteröffnungen unverändert - Hinterhaus: Erdgeschoss massiv, neue Fenster- und Türöffnungen, im Obergeschoss originales Fachwerk, ausgebautes Dach | 09205657 |
| Direkt Bild zu diesem Denkmal hochladen | Wohnhaus in Ecklage, zwei Nebengebäude im Hof und Grundstücksmauer an der Unteren Scheunenberggasse                                                                                           | Nossener Straße 30 (Karte)                      | Um 1807 | Mit Ladeneinbauten, großes Anwesen, stattliches, original erhaltenes Wohnhaus mit Tordurchfahrt, baugeschichtlich von Bedeutung, vermutlich ursprünglich gewerblich genutztes hohes Nebengebäude. - Wohnhaus: zweigeschossig, Ladeneinbauten aus 2. Hälfte 19. Jahrhundert - Nebengebäude: 3 1/2 Geschosse, später als das Wohnhaus errichtet | 09205658 |
| Direkt Bild zu diesem Denkmal hochladen | Wohnhaus in geschlossener Bebauung | Nossener Straße 32 (Karte)                      | Um 1810 | Charakteristisches Torbogen-Wohnhaus der Nossener Straße, trotz Überformungen im Erdgeschoss noch von bauhistorischem Interesse. Zweigeschossig, altes Tor, Fensteröffnungen im Obergeschoss unverändert, im Erdgeschoss neue Fenster und alte Gewände sind entfernt. | 09205655 |
| Direkt Bild zu diesem Denkmal hochladen | Wohnhaus in halboffener Bebauung, mit seitlicher Toranlage | Nossener Straße 34 (Karte)                      | 2. Hälfte 19. Jahrhundert                                                                                          | Städtebaulich und baugeschichtlich von Bedeutung, interessant gegliederter Bau mit originaler gründerzeitlicher Putzhaut, Tor mit Segmentbogen und Schlussstein, originale Tür im Tor. Dreigeschossig, Betonung der Mittelachse. | 09205656 |
| Direkt Bild zu diesem Denkmal hochladen | Wohnhaus in offener Bebauung, mit Einfriedungsmauer | Obere Scheunenberggasse 6 (Karte)               | Um 1800 | Ausgesprochen gut erhaltenes, massives Putzhaus, originale Fenstergewände sowie Türstock mit Verdachung und Zahnschnitt aus Porphyr, originale Tür, von baugeschichtlichem Wert. Zweigeschossig, Schopfwalmwach, neue Fenster, rückwärtig späterer Anbau. | 09206023 |
|                                         | Fabrikgebäude (heute Wohnhaus) in offener Bebauung | Obere Weinbergstraße 11 (Karte)                 | Um 1910 | Orts- und baugeschichtlich von Bedeutung, qualitätvoll gegliederte, gründerzeitliche Klinkerfassade, späterer Dachausbau um 1910, originaler Erhaltungszustand. Dreigeschossig, Lisenen, durch verschiedenfarbige Klinker entsteht grafisches Muster, gestalterische Betonung der linken und rechten Fassadenachse durch Relief-Klinkerfries, originale Fenster. | 09205671 |
| Direkt Bild zu diesem Denkmal hochladen | Stadtmauer | Oberstadtgraben (Karte)                         | Mittelalterlich | Bedeutende Reste der mittelalterlichen Stadtbefestigung, aufgehendes Bruchsteinmauerwerk, ortsgeschichtlich von Bedeutung, siehe auch Querstraße, Gartenstraße, Poststraße, Nossener Straße (hinter Nummer 19/21 und 22). Mauerverlauf im Gartenbereich der Wohnhäuser. | 09206032 |
| Direkt Bild zu diesem Denkmal hochladen | Mietshaus in halboffener Bebauung | Oberstadtgraben 3 (Karte)                       | Um 1930 | Baugeschichtlich von Bedeutung, zeittypisch gegliederter Mietshausbau mit interessanten, original erhaltenen Bauelementen. Dreigeschossig, Erker, waagerechte Lisenengliederung. | 09205756 |
| Direkt Bild zu diesem Denkmal hochladen | Wohnhaus in geschlossener Bebauung | Oberstadtgraben 23 (Karte)                      | Um 1880 | Baugeschichtlich von Bedeutung, original erhaltener Putzbau mit frühgründerzeitlicher-klassizistischer Gliederung. Zweigeschossig, entstellende Dachhäuschen. | 09205755 |
| Direkt Bild zu diesem Denkmal hochladen | Stadtmauer | Poststraße (Karte)                              | Mittelalterlich | Bedeutende Reste der mittelalterlichen Stadtbefestigung, aufgehendes Bruchsteinmauerwerk, ortsgeschichtlich von Bedeutung, siehe auch unter Gartenstraße, Oberstadtgraben, Nossener Straße (hinter Nummer 19/21 und 22), Querstraße | 09206034 |
| Direkt Bild zu diesem Denkmal hochladen | Postgebäude in Ecklage (mit Seitenflügel zur Poststraße) | Poststraße 2 (Karte)                            | Bezeichnet mit 1891                                                                                                | Baugeschichtlich, städtebaulich und ortsgeschichtlich von Bedeutung, sehr gut erhaltener, gründerzeitlicher Klinkerbau mit zahlreichen gestalterischen Original-Details, straßenbildprägendes Türmchen. Zweigeschossiger, roter Klinkerbau, steinerne Gliederungselemente, aufwendige Fenstergestaltung, zwei schöne Portale, innen weitestgehend originale Ausstattung. | 09205731 |
| Direkt Bild zu diesem Denkmal hochladen | Stadtmauer | Querstraße (Karte)                              | Mittelalterlich | Bedeutende Reste der mittelalterlichen Stadtbefestigung, aufgehendes Bruchsteinmauerwerk, ortsgeschichtlich von Bedeutung, siehe auch Poststraße, Nossener Straße (hinter Nummer 19/21 und Nummer 22), Oberstadtgraben, Gartenstraße. Mauerverlauf hinter den Wohngebäuden im Hinterhof-/Gartenbereich. | 09206031 |
|                                         | Straßenpflaster | Querstraße (Karte)                              | 19. Jahrhundert | Teil des im Altstadtbereich erhaltenen historischen Straßenbelags, geschichtliche Bedeutung. Kopfsteinpflaster, Großpflaster rötlicher Färbung. | 09301429 |
|                                         | Wohnhaus in geschlossener Bebauung in Ecklage | Querstraße 1 (Karte)                            | Um 1900 | Baugeschichtlich von Bedeutung, in städtebaulich markanter Lage stehender, im Kern gründerzeitlicher Putzbau, baugeschichtlich interessante Umgestaltung des Gebäudes von 1923 mit Art-déco-Motiven, straßenbildprägender Erker. Dreigeschossig, im Dach turmartiger Aufbau, schönes Rundbogenportal, flankiert von kannelierten Pfeilern. | 09205734 |
| Direkt Bild zu diesem Denkmal hochladen | Wohnhaus in geschlossener Bebauung | Querstraße 10 (Karte)                           | Um 1900 | Mit Laden, qualitätvolle Gründerzeitfassade mit originalen Baudetails (Jugendstilanklänge), baugeschichtlich von Bedeutung. Dreigeschossig, originale Fenster, originale Tür. | 09205722 |
| Direkt Bild zu diesem Denkmal hochladen | Wohnhaus in geschlossener Bebauung, mit Seitenflügel im Hof und Hinterhaus | Querstraße 14 (Karte)                           | Um 1806 | Baugeschichtlich von Bedeutung, schlichter Putzbau mit schönem Eingangsportal aus Porphyr, Kreuzgewölbe im Eingangsflur, intakte Hinterhofstruktur, von stadtbaugeschichtlichem Interesse. - Wohnhaus: dreigeschossig, Fassade schlicht, Porphyrgewände, Überformungen im Erdgeschoss, Innen Hausflur mit Kreuzgewölben, Keller mit Tonnengewölbe - Nebengebäude: zweigeschossig, Porphyrgewände, Rundbogen rahmt den Eingang - Rückgebäude: zweigeschossig | 09205725 |
| Direkt Bild zu diesem Denkmal hochladen | Wohnhaus in geschlossener Bebauung | Querstraße 42 (Karte)                           | Bezeichnet mit 1928                                                                                                | Baugeschichtlich von Bedeutung, traditionelle Fassadengestaltung im Heimatstil, Rundbogenportal mit Schlussstein. Zweigeschossig, saniert. | 09205782 |
| Direkt Bild zu diesem Denkmal hochladen | Wohnhaus (zwei Gebäudeteile) in geschlossener Bebauung in Ecklage | Querstraße 43 (Karte)                           | Um 1840 (rechter Gebäudeteil); um 1870 (linker Gebäudeteil)                                                        | Zeittypisches Wohnhaus mit zahlreichen originalen Baudetails in markanter städtebaulicher Ecklage. Zweigeschossig, aus zwei Baukörpern bestehend, Mansarddach. Abbruch in Folge des Hochwassers von 2002 vorgesehen, 2008 noch nicht ausgeführt. 2009 als Denkmal in der Liste belassen, da Abbruch nicht erfolgte und Genehmigung 2002 verfristet ist. | 09205853 |
|                                         | Wohn- und Brauhaus in geschlossener Bebauung | Querstraße 44 (Karte)                           | Bezeichnet mit 1691, Umbau bezeichnet mit 1924                                                                     | Baugeschichtlich von Bedeutung, bemerkenswert gut erhaltenes Gebäude, ortsgeschichtlich bedeutsam: 1691 Errichtung als Domizil der Roßweiner Braugenossenschaften im Stil der Spätrenaissance, geprägt vom Umbau der 1920er Jahre. Zweigeschossig, schönes Rundbogenportal mit Schlussstein, dieser mit Engelrelief und Inschrift Johann Zschetzsching, 1691–1854 Nutzung als Brauhaus, ab 1854 kommunale Nutzung, 1923/1924 Neueinrichtung Dachstuhl und Teile erstes Obergeschoss, 1991 Restaurierung. | 09205783 |
| Direkt Bild zu diesem Denkmal hochladen | Wohnhaus in geschlossener Bebauung | Querstraße 46 (Karte)                           | Um 1890 | Qualitätvolle Gründerzeitfassade, zahlreiche originale Baudetails, baugeschichtlich von Bedeutung. Dreigeschossig, schmales Haus mit nur drei Fensterachsen, originale Haustür. | 09205668 |
| Direkt Bild zu diesem Denkmal hochladen | Wohnhaus in Ecklage | Querstraße 50 (Karte)                           | Bezeichnet mit 1811                                                                                                | Zeittypischer Putzbau in städtebaulich prägnanter Ecklage, bildet den Auftakt zur Querstraße, schönes Porphyrportal mit Schlussstein, zweigeschossig | 09205669 |
| Direkt Bild zu diesem Denkmal hochladen | Mietshaus in geschlossener Bebauung in Ecklage | Rüderstraße 1 (Karte)                           | Ende 19. Jahrhundert                                                                                               | Baugeschichtlich von Bedeutung, aufwendig gestaltetes, gründerzeitliches Mietshaus in markanter städtebaulicher Ecklage, diese wird gestalterisch betont, zahlreiche originale Baudetails, Ensemble mit Rüderstraße 3 und Niederstadtgraben 12. Dreigeschossig, Wechsel von Putzflächen und Klinkerflächen, neue Fenster, originale Tür. | 09205678 |
| Direkt Bild zu diesem Denkmal hochladen | Mietshaus in geschlossener Bebauung | Rüderstraße 3 (Karte)                           | Ende 19. Jahrhundert                                                                                               | Baugeschichtlich von Bedeutung, qualitätvoll gestaltete Gründerzeitfassade mit zahlreichen originalen Baudetails, städtebaulich wichtig als Teil des Ensembles von Gründerzeitbauten der Rüderstraße. Dreigeschossig, originale Tür, im ersten Obergeschoss noch alte Fenster. | 09205679 |
| Direkt Bild zu diesem Denkmal hochladen | Mietshaus in geschlossener Bebauung | Rüderstraße 5 (Karte)                           | Ende 19. Jahrhundert                                                                                               | Baugeschichtlich von Bedeutung, interessant gestaltete Gründerzeitfassade im Wechsel von Putzflächen und Klinkerflächen, originale Putznutung im Erdgeschoss, Teil des geschlossen erhaltenen Gründerzeitensembles der Rüderstraße. Dreigeschossig, Mittelachse verputzt, Seitenachsen in Klinker, originale Haustür und Fenster. | 09205680 |
| Direkt Bild zu diesem Denkmal hochladen | Mietshaus in geschlossener Bebauung | Rüderstraße 7 (Karte)                           | Ende 19. Jahrhundert                                                                                               | Baugeschichtlich von Bedeutung, original erhaltene Gründerzeitfassade mit schönem Portal, Doppelhaus mit Nummer 9, städtebaulich bedeutsam als Teil des gut erhaltenen Gründerzeitensembles der Rüderstraße. Dreigeschossig, originale Haustür, neue Fenster, mit originaler Putznutung (Erdgeschoss). | 09205684 |
| Direkt Bild zu diesem Denkmal hochladen | Mietshaus in geschlossener Bebauung | Rüderstraße 9 (Karte)                           | Ende 19. Jahrhundert                                                                                               | Baugeschichtlich von Bedeutung, original erhaltene Gründerzeitfassade mit schönem Portal, Doppelhaus mit Nummer 7, städtebaulich wichtiger Bestandteil des gut erhaltenen Gründerzeitensembles Rüderstraße. Dreigeschossig, originale Haustür, neue Fenster, original erhaltenes Gründerzeithaus mit alter Putznutung (Erdgeschoss) und baukünstlerisch interessanter Eingangsgestaltung. | 09205685 |
| Direkt Bild zu diesem Denkmal hochladen | Mietshaus in geschlossener Bebauung | Rüderstraße 11 (Karte)                          | Ende 19. Jahrhundert                                                                                               | Original erhaltenes Gründerzeitgebäude (Klinkerfassade), schöne Baudetails wie die Eingangsgestaltung und Fensterverdachungen, städtebaulich wichtiger Bestandteil des gründerzeitlichen Ensembles Rüderstraße. Dreigeschossig, mit alter Putznutung (Erdgeschoss), Obergeschoss verklinkert, Betonung der Mittelachse, durch Risalit und besondere Fenstergestaltung. | 09205686 |
| Direkt Bild zu diesem Denkmal hochladen | Mietshaus, in geschlossener Bebauung konzipiert | Rüderstraße 21 (Karte)                          | Um 1900 | Baugeschichtlich von Bedeutung, ein Gründerzeitbau, weitestgehend original, Klinkermischbauweise. Dreigeschossig, alte Haustür, neue Fenster, saniert. | 09205932 |
| Direkt Bild zu diesem Denkmal hochladen | Mietshaus in geschlossener Bebauung | Rüderstraße 23 (Karte)                          | Um 1900 | Baugeschichtlich von Bedeutung, interessant gegliederte Gründerzeit-Fassade in Klinkermischbauweise, in weitestgehend originalem Erhaltungszustand alte Tür, originale Fenster (zum Teil) | 09205934 |
| Direkt Bild zu diesem Denkmal hochladen | Mietshaus in geschlossener Bebauung | Rüderstraße 25 (Karte)                          | Um 1900 | Baugeschichtlich von Bedeutung, qualitätvolle Gründerzeitfassade in originalem Erhaltungszustand, alte Hauseingangstür | 09205933 |
| Direkt Bild zu diesem Denkmal hochladen | Mietshaus in halboffener Bebauung | Rüderstraße 27 (Karte)                          | Ende 19. Jahrhundert                                                                                               | Baugeschichtlich von Bedeutung, qualitätvolle gründerzeitliche Fassade in Klinkermischbauweise, weitgehend original, saniert | 09205936 |
| Direkt Bild zu diesem Denkmal hochladen | Wehr in der Freiberger Mulde mit allen zugehörigen technischen Anlagen (Wehr zur Walkmühle)                                                                                                   | Stadtbadstraße (Karte)                          | 1934 | Festes Wehr mit Resten der technischen Einrichtungen zur selbsttätigen Steuerung eines beweglichen Wehraufsatzes im Hochwasserfalle, ursprünglich zur Wasserkraftnutzung angelegt und heute als Gefälleausgleich und zur Löschwasserentnahme dienend, als Zeugnis der städtischen Industriegeschichte von stadtgeschichtlicher sowie auf Grund der Seltenheit seiner Konstruktion in Sachsen von technikgeschichtlicher Bedeutung | 09306094 |
| Direkt Bild zu diesem Denkmal hochladen | Wohnhaus in geschlossener Bebauung | Stadtbadstraße 4 (Karte)                        | Um 1810 | Schlichtes Wohnhaus, vermutlich Fachwerkobergeschoss (verputzt), schönes Portal mit Verdachung, weitgehend original, von baugeschichtlichem Interesse. Zweigeschossig, neue Fenster, schlechter Bauzustand, im Erdgeschoss alte Fensterläden. | 09205930 |
| Direkt Bild zu diesem Denkmal hochladen | Fabrikkomplex einer Textilfabrik aus zwei Produktionsgebäuden, Kessel- und Maschinenhaus sowie Schornstein, mit technischer Ausstattung (ehemalige Tuch- und Deckenfabrik Krondorf & Metzler) | Stadtbadstraße 40 (gegenüber) (Karte)           | Bezeichnet mit 1853 (Tuchfabrik); 1911 (Dampfmaschine); 1913 (Dampfkessel)                                         | Fabrikanlage der Gründerzeit, als ehemalige Tuchfabrik der Tuchmeister Metzler und Krondorf von orts- und industriegeschichtlicher Bedeutung, technikgeschichtlich von besonderem Wert der historische, komplett eingerichtete Websaal u. a. mit einer Hartmann-Krempel und einigen Jacquard-Webstühlen (ältester Webstuhl von 1914), technikgeschichtlich von herausragender Bedeutung die Hanomag-Verbunddampfmaschine von 1911 sowie der zugehörige Hochdruck-Dampfkessel der Fa. Carl Sulzberger & Co. von 1911. Älteste und zugleich bedeutendste Innung von Roßwein war die der Wollweber und Tuchmacher. Um 1800 waren allein 300 Tuchmachermeister und -gesellen in Roßwein tätig. Unter Führung einiger tatkräftiger Unternehmer begründete 1857 die Tuchmacherinnung, die bereits seit 1565 sich zu einem genossenschaftlichen Gewerbebetrieb zusammengeschlossen hatte, auf dem Gelände einer Mahl- und Ölmühle eine Tuchfabrik. Kern der Anlage bildete zunächst eine Spinn- und Walkmühle, in der im industriellen Maßstab Tuche hergestellt wurden. Unter der Initiative der Tuchmeister C.G. Metzler und W. Krondorf wurde 1893 der heute noch bestehende große Fabrikkomplex errichtet und mit Hilfe der Dampfkraft die Produktion von Wolldecken und anderen Tuchfabrikanten aufgenommen. Kern der Anlage bildete der Gründungsbau der Spinn- und Walkmühle. Von dem vormals über vier Geschosse sich erstreckenden Fabrikbau blieben nur die beiden massiv in Bruchstein aufgeführten unteren Geschosse erhalten, die beiden Fachwerkobergeschosse wurden bereits in den 70er Jahren wegen Baufälligkeit abgetragen. Das zweigeschossige Gebäude ist mit Porphyrtuffgewänden versehen. Das hofseitige Portal mit gerader Verdachung trägt im Sturz das Gründungsdatum 1857. Das langgestreckte, dreigeschossige Fabrikgebäude entstand 1893, ein qualitätvoller Ziegelbau (verputzt) mit Klinkergliederung. Das Gebäude der Dampf- und Kraftzentrale ist ein verputzter, zweigeschossiger Ziegelbau, ein Grundstück mit Fabrikantenvilla Döbelner Straße 75. | 09206030 |
| Weitere Bilder                          | Hallenbad (Stadtbad) | Stadtbadstraße 41 (Karte)                       | 1897, Umbau 1920er Jahre                                                                                           | Ortsgeschichtlich wichtiger Bau, in gründerzeitlicher Architektursprache errichtet, in den 1920er Jahren umgestaltet und mit Art-déco-Formen versehen. Gebäude außen noch nicht saniert, Schwimmhalle selbst ist saniert, neue Fenster, Fensteraufteilung wurde zu DDR-Zeiten verändert, vom ursprünglichen Bauschmuck ist nur noch wenig erhalten. | 09205987 |
|                                         | Wohnhauszeile in offener Bebauung | Straße des Friedens 7, 9, 11 (Karte)            | Um 1955 | Baugeschichtlich von Bedeutung, langgestreckter Wohnblock, typische Gestaltung der Fassade im traditionalistischen Stil der 1950er Jahre, gestalterische Hervorhebung der Eingangsachsen. Dreigeschossig, Satteldach, verputzt, neue Fenster. | 09205706 |
| Direkt Bild zu diesem Denkmal hochladen | Mietshaus in offener Bebauung, Fabrik, Nebengebäude und Mauer | Südstraße 15 (Karte)                            | Um 1905 | Bau- und technikgeschichtlich von Bedeutung, Funktionszusammenhang von Wohnhaus und rückwärtig anschließender Fabrik ist erhalten, spätgründerzeitliches Wohngebäude mit qualitätvoller Putzfassade mit Klinkerlisenen, straßenbildprägend aufgrund Zierfachwerk-Erker. - Mietshaus: dreigeschossig, zum Teil originale Fenster und Putzhaut, Ornamentflächen unterhalb der Fenster, bleiverglaste Farbfenster im Treppenhaus - Fabrik: zweigeschossiger Putzbau, Schopfwalmdach mit Dachaufbau, Segmentbogenfenster - Nebengebäude: Schopfwalmmansarddach | 09205646 |
| Direkt Bild zu diesem Denkmal hochladen | Gasthof Grüne Aue | Troischau 2 (Karte)                             | 1858 | Einst beliebtes Ausflugslokal, langgestreckter Putzbau in historistischen Formen, Saalbereich auf der Nordseite durch ursprünglich reichere Giebelgestaltung hervorgehoben, orts-, bau- und kulturgeschichtliche Bedeutung | 09307184 |
| Direkt Bild zu diesem Denkmal hochladen | Villa Traugott | Uferstraße 4 (Karte)                            | Um 1890 | Bau- und sozialgeschichtlich von Bedeutung, repräsentative Fabrikantenvilla der Gründerzeit, originale Putzhaut, neobarockes Portal, bleiverglaste Farbfenster. Schlechter Bauzustand, zweigeschossig, Schlussstein mit Initialen (B). | 09205822 |
| Direkt Bild zu diesem Denkmal hochladen | Wohnhaus in offener Bebauung | Untere Scheunenberggasse 4 (Karte)              | 1. Hälfte 19. Jahrhundert                                                                                          | Sozialgeschichtlich und baugeschichtlich von Bedeutung, weitgehend originales Wohnhaus mit Fachwerkobergeschoss (verkleidet). Zweigeschossig, traufständig. | 09205647 |
| Direkt Bild zu diesem Denkmal hochladen | Mietshaus in geschlossener Bebauung | Untere Weinbergstraße 2 (Karte)                 | Um 1900 | Qualitätvoller, originaler, gründerzeitlicher Klinkerbau, baugeschichtlich wertvolle Fassadengliederung. Dreigeschossig, originale Haustür, neue Fenster. | 09205681 |
| Direkt Bild zu diesem Denkmal hochladen | Wohnhaus in geschlossener Bebauung, mit Hinterhaus | Untere Weinbergstraße 4 (Karte)                 | Um 1860 | Stadtbaugeschichtlich von Bedeutung, bemerkenswert gut erhaltenes vorgründerzeitliches Ensemble von Vorderhaus mit Tordurchfahrt und Hinterhaus, Hinterhaus aus Bruchsteinen errichtet. - Hinterhaus: möglicherweise ehemalige Nutzung als Scheune (großes Tor), alte Fenster, leider war Zugang zum Gebäude nicht möglich, nur Blick von der Rüderstraße - Vorderhaus: profilierte Fenstergewände, zum Teil mit Konsolen, Vorderhaus mit schönem Torbogen mit Segmentbogenabschluss und flankierenden Pfeilern - im Durchfahrtsbereich: Pfeiler und Bögen erschließen Treppenaufgänge | 09205677 |
| Direkt Bild zu diesem Denkmal hochladen | Wohnhaus in geschlossener Bebauung | Wehrstraße 5 (Karte)                            | Um 1810 | Sehr gut erhaltenes, zeittypisches kleinbürgerliches Wohnhaus, intaktes Fachwerkobergeschoss (verputzt), Segmentbogenportal mit Schlussstein, ursprünglich Behausung für Bergarbeiter, von ortsgeschichtlicher und bauhistorischer Bedeutung. Zweigeschossig, Satteldach, traufständig, originale Gewände. | 09206010 |
| Direkt Bild zu diesem Denkmal hochladen | Fabrikantenvilla | Wehrstraße 27 (Karte)                           | Um 1870 | Baukünstlerisch wertvoll gestaltete, gründerzeitliche Villa, originaler Zustand. Zweigeschossig, hölzerner Erker und Eingangsvorbau, Putzreliefs. | 09205963 |
| Direkt Bild zu diesem Denkmal hochladen | Fabrikantenvilla, mit Einfriedung | Wehrstraße 31 (Karte)                           | Letztes Viertel 19. Jahrhundert                                                                                    | Repräsentative Fabrikantenvilla der Gründerzeit von architektonischer Qualität, in straßenbildprägender Lage, guter Originalzustand. Zweigeschossiger Putzbau, hölzerner Ziergiebel, originaler Putz, hölzerner Balkon, Brüstungsflächen gestalterisch hervorgehoben durch ornamentierten Werkstein. | 09205966 |
| Direkt Bild zu diesem Denkmal hochladen | Mietshaus in geschlossener Bebauung | Weststraße 2 (Karte)                            | Um 1900 | Qualitätvoll gestaltete Gründerzeitfassade mit zahlreichen originalen Baudetails, von baugeschichtlichem Interesse, saniert | 09205945 |
| Direkt Bild zu diesem Denkmal hochladen | Mietshaus in geschlossener Bebauung | Weststraße 3 (Karte)                            | Um 1900 | Baugeschichtlich von Bedeutung, aufwendig gestalteter gründerzeitlicher Putzbau, originale Baudetails wie Zahnschnitt-Verdachungen, Ornamentspiegel unter den Fenstern. Dreigeschossig, saniert, neue Fenster. | 09205941 |
| Direkt Bild zu diesem Denkmal hochladen | Mietshaus in geschlossener Bebauung | Weststraße 4 (Karte)                            | Um 1900 | Gründerzeitlicher Bau (Klinkerfassade) mit straßenbildprägenden Fensterverdachungen, baugeschichtlich von Bedeutung. Dreigeschossig, saniert, neue Fenster und Tür. | 09205938 |
| Direkt Bild zu diesem Denkmal hochladen | Mietshaus in geschlossener Bebauung | Weststraße 5 (Karte)                            | Anfang 20. Jahrhundert                                                                                             | Original erhaltene Putzfassade, Anklänge an den Jugendstil, baugeschichtlich wertvoll. Dreigeschossig, saniert, alte Fenster. | 09205942 |
| Direkt Bild zu diesem Denkmal hochladen | Mietshaus in geschlossener Bebauung | Weststraße 6 (Karte)                            | Bezeichnet mit 1897                                                                                                | Baugeschichtlich von Bedeutung, qualitätvoll gestaltete, gründerzeitliche Klinkerfassade, weitestgehend original, alte Haustür, baukünstlerisch interessanter Reliefspiegel. Dreigeschossig, neue Fenster. | 09205937 |
| Direkt Bild zu diesem Denkmal hochladen | Mietshaus in geschlossener Bebauung | Weststraße 7 (Karte)                            | Anfang 20. Jahrhundert                                                                                             | Interessant gestalteter Putzbau mit Jugendstilanklängen, baugeschichtlich von Bedeutung. Dreigeschossig, neue Fenster und Tür, Streichung von 2009 nach Anregung durch die Gebietsdenkmalpflege rückgängig gemacht, Haus ist wichtiger Bestandteil der geschlossen erhaltenen Gründerzeitzeile und weist im Innern (Treppenhaus) noch viel Originalsubstanz auf. | 09205939 |
| Direkt Bild zu diesem Denkmal hochladen | Mietshaus in geschlossener Bebauung | Weststraße 8 (Karte)                            | 1897 | Baugeschichtlich von Bedeutung, original erhaltenes Gründerzeitgebäude, Erdgeschoss mit bossierten Werksteinen, reich gestaltetes Obergeschoss in Klinker, straßenbildprägender Risalit. Originale Tür, neue Fenster | 09205944 |
| Direkt Bild zu diesem Denkmal hochladen | Mietshaus in halboffener Bebauung | Weststraße 9 (Karte)                            | Um 1905 | Qualitätvolle Putzfassade mit markanten Jugendstil-Balkongeländern, interessante Eingangsgestaltung, von baugeschichtlichem Wert. Dreigeschossig, neue Fenster | 09205940 |
| Direkt Bild zu diesem Denkmal hochladen | Doppelmietshaus in halboffener Bebauung | Weststraße 10, 12 (Karte)                       | Um 1900 | Baugeschichtlich von Bedeutung, gründerzeitliche Klinkerbauten mit qualitätvoller Gestaltung, Fensterbekrönungen in Form von Muscheln. Überformungen im Dachgeschoss, Klinkerfassade mit originalen Fenstern. | 09205943 |
| Direkt Bild zu diesem Denkmal hochladen | Wohnhaus (mit Seitenflügel) in halboffener Bebauung | Wunderburg 1 (Karte)                            | 1. Viertel 19. Jahrhundert                                                                                         | Städtebaulich und baugeschichtlich von Bedeutung, sehr gut erhaltenes Wohnhaus mit Fachwerkobergeschoss (verputzt), straßenbildprägend auf Anhöhe gelegen. Zweigeschossig, Erdgeschoss in Bruchsteinen gemauert, Schopfwalmdach, Fensteröffnungen unverändert erhalten, schlechter Bauzustand. Abbruchgenehmigung erteilt 2010. | 09206016 |

## Ehemalige Denkmäler
| Bild                                    | Bezeichnung                                                                                             | Lage                    | Datierung           | Beschreibung | ID       |
| --------------------------------------- | --- | ----------------------- | ------------------- | --- | -------- |
| Direkt Bild zu diesem Denkmal hochladen | Wohnhaus in offener Bebauung und Mietshaus in halboffener Bebauung (beide Gebäude auf einem Grundstück) | Bahnhofstraße 2 (Karte) | Um 1910             | Bau-, sozial- und stadtentwicklungsgeschichtlich von Bedeutung, das Wohnhaus ein massiver Putzbau in gutem Originalzustand, dokumentiert als letztes Zeugnis die ursprüngliche Architektur der Vorstädte vor der gründerzeitlichen Bebauung, das Mietshaus mit markanter Fassadengliederung mit Jugendstilanklängen, städtebaulich wichtiger Putzbau (originaler Putz). - Wohnhaus: zweigeschossig, Schopfwalmdach, originale Fenster- und Türgewände - Mietshaus: dreigeschossig 2020 oder 2021 abgerissen. | 09205812 |
|                                         | Wohnhaus in geschlossener Bebauung in Ecklage                                                           | Querstraße 17 (Karte)   | Bezeichnet mit 1808 | Baugeschichtlich von Bedeutung, zeittypischer, weitestgehend originaler Wohnhausbau, schönes Segmentbogenportal mit Schlussstein und Datierung, städtebaulich wichtige Lage. Zweigeschossig, Walmdach, leichte Veränderungen im Erdgeschoss. 2020 oder 2021 abgerissen. | 09205854 |

## Tabellenlegende
- Bild: Bild des Kulturdenkmals, ggf. zusätzlich mit einem Link zu weiteren Fotos des Kulturdenkmals im Medienarchiv Wikimedia Commons. Wenn man auf das Kamerasymbol klickt, können Fotos zu Kulturdenkmalen aus dieser Liste hochgeladen werden:
- Bezeichnung: Denkmalgeschützte Objekte und ggf. Bauwerksname des Kulturdenkmals
- Lage: Straßenname und Hausnummer oder Flurstücknummer des Kulturdenkmals. Die Grundsortierung der Liste erfolgt nach dieser Adresse. Der Link (Karte) führt zu verschiedenen Kartendiensten mit der Position des Kulturdenkmals. Fehlt dieser Link, wurden die Koordinaten noch nicht eingetragen. Sind diese bekannt, können sie über ein Tool mit einer Kartenansicht einfach nachgetragen werden. In dieser Kartenansicht sind Kulturdenkmale ohne Koordinaten mit einem roten bzw. orangen Marker dargestellt und können durch Verschieben auf die richtige Position in der Karte mit Koordinaten versehen werden. Kulturdenkmale ohne Bild sind an einem blauen bzw. roten Marker erkennbar.
- Datierung: Baubeginn, Fertigstellung, Datum der Erstnennung oder grobe zeitliche Einordnung entsprechend des Eintrags in der sächsischen Denkmaldatenbank
- Beschreibung: Kurzcharakteristik des Kulturdenkmals entsprechend des Eintrags in der sächsischen Denkmaldatenbank, ggf. ergänzt durch die dort nur selten veröffentlichten Erfassungstexte oder zusätzliche Informationen
- ID: Vom Landesamt für Denkmalpflege Sachsen vergebene, das Kulturdenkmal eindeutig identifizierende Objekt-Nummer. Der Link führt zum PDF-Denkmaldokument des Landesamtes für Denkmalpflege Sachsen. Bei ehemaligen Kulturdenkmalen können die Objektnummern unbekannt sein und deshalb fehlen bzw. die Links von aus der Datenbank entfernten Objektnummern ins Leere führen. Ein ggf. vorhandenes Icon  führt zu den Angaben des Kulturdenkmals bei Wikidata.

## Ausführlicher Denkmaltext
1. ↑  Wehr in der Freiberger Mulde mit allen zugehörigen technischen Anlagen:

Festes Wehr in der Freiberger Mulde, Wehr-ID 167 in der Wehrdatenbank der sächsischen Fließgewässer (Sächsisches Landesamt für Umwelt, Landwirtschaft und Geologie), Flusskilometer 39,820 km, Höhe der Wehrschwelle 80 cm, Breite des Wehres 47 m, Wasserrecht erloschen, derzeit lediglich zur Löschwasserentnahme und als Gefälleausgleich dienend, ursprünglich rechtsseitig Einlauf in einen 200 m langen Obergraben zum Ort der Wasserkraftnutzung, einstige Ausmündung des anschließenden, 580 m langen Untergrabens an der nördlich gelegenen Flussbiegung der Mulde nach Westen, ein Wehr an diesem Standort ist wohl seit dem 14. Jahrhundert nachweisbar (laut Auskunft Landestalsperrenverwaltung), versorgte über einen Mühlgraben mehrere Walkmühlen der Tuchmacherinnung auf der rechten Muldenseite mit Aufschlagswasser, als „Wehr zur Walkmühle“ in einer Kartierung der Freiberger Mulde Anfang des 19. Jahrhunderts eingetragen, auf einem Lageplan von 1951 als Stauanlage Fa. Krondorf, Metzler & Co. bezeichnet – Betriebsgraben führte das Muldenwasser einer Turbine des Unternehmens (auf dem Standort der ehem. Walkmühle) zu, laut Wasserbuch auch als „Wehr am Schmiedewehr Roßwein“ oder „Wehr in Roßwein, Goldbornstraße“ bezeichnet, heute auch: „Wehr am Stadtbad“.

Wehrkrone sowie Vorboden (Oberstromseite) aus einem ausbetonierten Fachwerk bestehend, mit originalem Fachbaum in Höhe der Wehrkrone erhalten, Nachboden (Unterstromseite) mit Steindeckwerk vor einer abschließenden Holzschwelle, Fachbaum mit Zapfenlöchern für Befestigungspfosten eines nicht erhaltenen beweglichen Wehraufsatzes, dieser Wehraufsatz war in Abwandlung eines sogenannten Torwehres konstruiert (erstmals 1874 von Frassi im Fluss Lambro bei Linate, Italien, ausgeführt, 1929 österreichisches Patent Nummer 114079 von Wilhelm Bock für einen „bei Hochwasser selbsttätig freilegbare[n] Wehraufsatz“ in ähnlicher Funktionsweise): hierbei sind die einzelne Tore/Tafeln um senkrechte Pfosten, die die jeweilige Tafel in einen längeren und einen kürzeren Flügel teilen, beweglich auf ein festes Wehr aufgesetzt, wobei die längeren Flügel auf den kürzeren der jeweils benachbarten Tafeln aufliegen, die letzte Tafel dieser sich überlappenden Reihe wird hingegen von einem drehbaren Sperrriegel aus Eisen gehalten, der sich im Hochwasserfalle selbsttätig – d. h. schwimmergesteuert (s. w. u.) – löst, so dass sich die Endtafel und damit auch alle weiteren Tafeln aufgrund des Wasserdrucks automatisch öffnen und den Durchfluss des Wehres um ein Vielfaches erhöhen, an beiden Flussufern daher zum Teil erhaltene technische Einrichtungen zur selbsttätigen Steuerung des beweglichen Wehraufsatzes: in der Böschung ausbetonierte Schächte mit Resten der Steuerungsanlage und der zugehörigen mechanischen Gestänge zu den drehbaren Sperrriegeln, Betonschacht am linken Muldenufer im August 2010 wieder freigelegt, mit Zulaufkanal aus dem Oberwasser, im Schacht rechteckige Eisenwanne, die einseitig aufgehängt und auf der anderen Seite über einen senkrechten Eisenstab an einem drehbar gelagerten Gegengewicht befestigt ist

1990/91 Instandsetzung des festen Wehres ohne entscheidende Veränderungen, Freilegung der Reste der Steuerungsmechanik im August 2010.
  - Zum Denkmalwert:
    - stadtgeschichtliche Bedeutung: Zeugnis der Industriegeschichte (Wasserkraftnutzung durch die Walkmühle bzw. Folgeindustrie)
    - vor allem technikgeschichtliche Bedeutung: aussagekräftige Reste des bisher einzigen in Sachsen bekannten Wehres aus der 1. Hälfte des 20. Jahrhunderts (und früher) dieser Konstruktionsweise mit selbsttätiger Öffnungsmechanik für den beweglichen Wehraufsatz